# Interstate 20
Pour les articles homonymes, voir I20 et Route 20.
L'Interstate 20 (I‑20) est une autoroute inter-états majeure ouest/est au sud des États-Unis. Elle parcourt 1 539 miles (2 477 km) entre Kent (Texas) et Florence (Caroline du Sud). Entre le Texas et la Caroline du Sud, l'I-20 traverse le nord de la Louisiane, le Mississippi, l'Alabama et la Géorgie. Les villes principales de l'I-20 sont Fort Worth (Texas), Dallas (Texas), Shreveport (Louisiane), Jackson (Mississippi), Birmingham (Alabama), Atlanta (Géorgie), Augusta (Géorgie) et Columbia (Caroline du Sud).
À partir de son terminus à l'I-95, l'autoroute continue pour environ 2 miles (3.2 km) vers l'est dans la ville de Florence.

## Description du trajet

### Texas

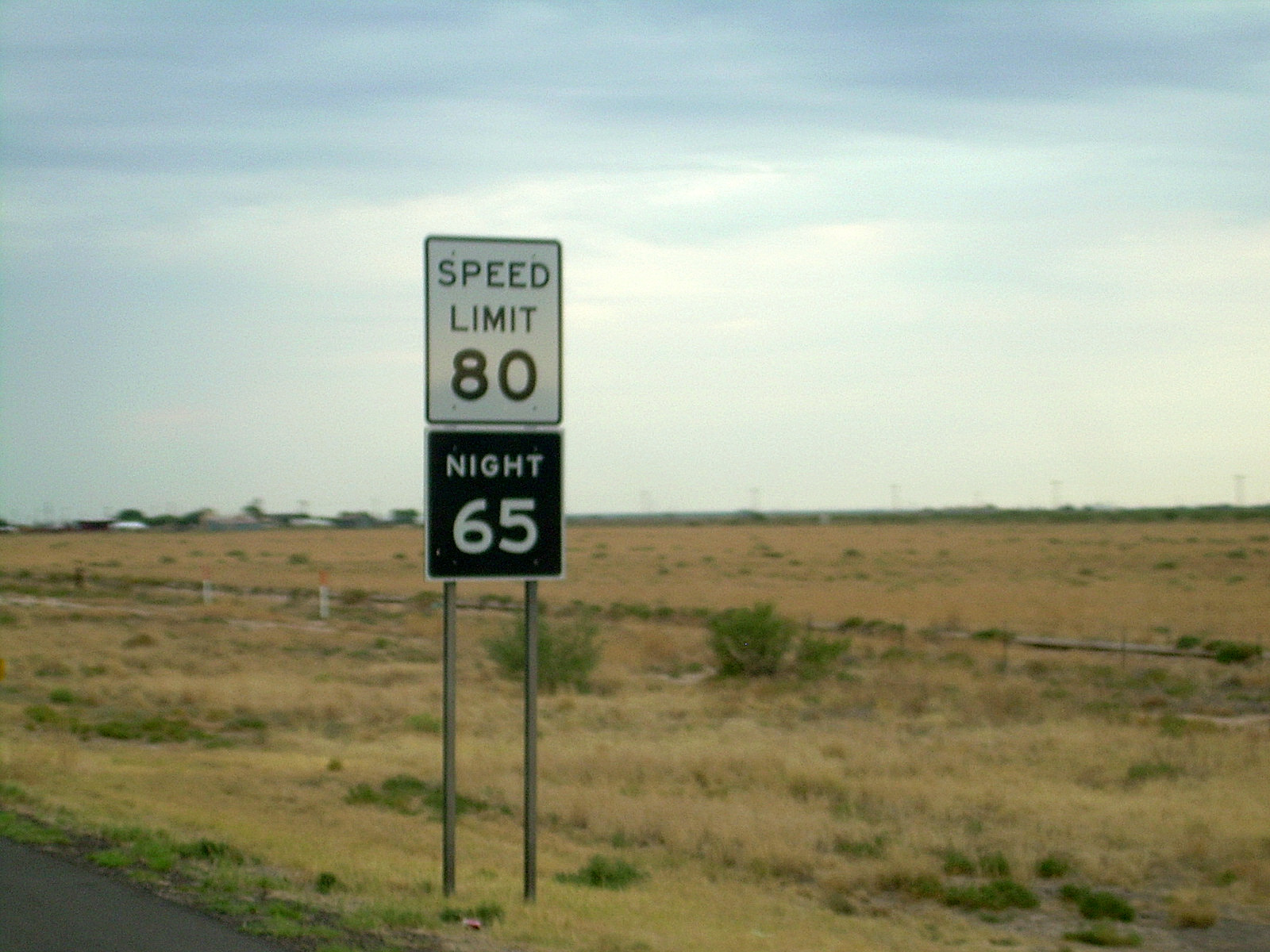
La limite de vitesse est de 80 mph dans l'Ouest du Texas sur l'Interstate 20.

Le terminus Ouest de l'Interstate 20 est situé à Kent (Texas), à la jonction avec l'Interstate 10. L'Interstate 20 prend alors une trajectoire Est-Nord-Est à travers le désert de l'ouest du Texas. Elle traverse les villes de Toyah (mile 12), Pecos (mile 42), Odessa-Midland (mile 112 au mile 144), Big Springs (mile 180) et Colorado City (mile 215). Il faut noter qu'entre les miles 0 et 110, la limite de vitesse est de 80 mph (129 km/h), et cette vitesse permise n'apparait qu'à 2 autres endroits aux États-Unis: Interstate 10, justement au Texas, et Interstate 15, dans l'Utah. Après Colorado City, l'Interstate 20 reprend une trajectoire Est-Ouest et du mile 279 au mile 292, elle contourne la ville d'Abilene, faisant partie de l'autoroute de contournement d'Abilene (avec US routes 83,84 et 277 et Texas route 322). Elle continue alors sa route vers l'Est en croisant les villes d'Eastland (sortie 340) et Weatherford (sorties 402, 408 et 414).
Après avoir parcouru 422 miles dans l'État (en fait au mile 422), elle fait son entrée dans la ville de Fort Worth (ou la conurbation Dallas-Fort Worth). Après avoir croisé l'Interstate 30 est (mile 422 et terminus ouest de cette interstate), l'interstate 20 croise l'Interstate 820, autoroute de contournement ouest, nord et est de Fort Worth, l'interstate 20 étant l'autoroute de contournement sud. Au mile 437, elle croise cette fois-ci l'Interstate 35W (pour 35 west, ouest en français), autoroute traversant Fort Worth en entier. Après avoir recroisé une autre fois l'Interstate 820, elle traverse les banlieues d'Arlington, Grand Prairie et Duncanville (miles 442-463). L'Interstate 20, devenue Lyndon B. Johnson freeway, contourne par le sud la ville de Dallas, deuxième en importance au Texas après Houston tout en croisant la U.S. Route 67, l'Interstate 35E (35 E pour east, est en français) en direction de San Antonio, l'Interstate 45 en direction de Houston et l'Interstate 635, autoroute de contournement Nord et Est de Dallas. En bref, on peut dire que l'Interstate 20 est l'autoroute de contournement sud de la conurbation Dallas-Fort Worth.
Après Dallas, elle poursuit sa route vers l'est tout en traversant les villes de Terrell (mile 499), Kilgore (mile 587) et Marshall (mile 615). Au mile 634 à Waskom, elle traverse la frontière du Texas et de la Louisiane après avoir parcouru 634 miles dans le Texas, troisième plus longue distance pour une interstate en traversant un État après l'Interstate 10 au Texas (880 miles) et l'Interstate 5 en Californie (797 miles).

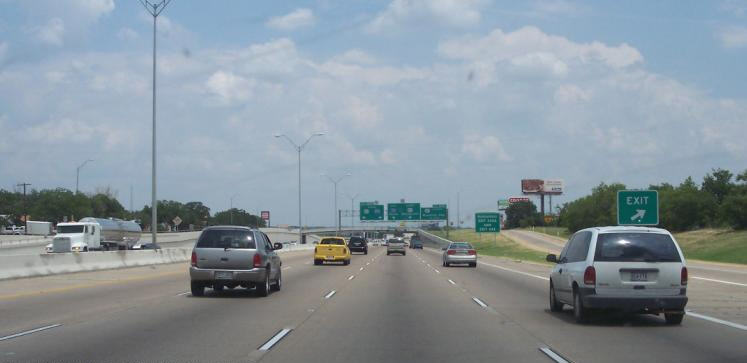
l'Interstate 20 au Sud de Fort Worth, étant son autoroute de contournement.

### Louisiane
L'interstate 20 traverse premièrement la ville de Shreveport, située au Nord-Ouest de la Louisiane. Elle traverse Shreveport dans une trajectoire Est-ouest et elle possède une autoroute auxiliaire, l'Interstate 220, contournant la ville par le nord. Au mile 17, elle croise l'Interstate 49, à 1 mile à l'ouest du centre-ville de Shreveport, et cet échangeur est le terminus Nord de l'Interstate 49. Après avoir croisé l'Interstate 220 au mile 26, elle continue sa trajectoire est-ouest tout en traversant les villes de Minden (sortie 47), Ruston (sortie 85) et Calhoun (sortie 99). Du 110 au mile 120, l'interstate 20 traverse Monroe, siège du comté Ouachita. Elle poursuit ensuite sa route vers l'est en traversant entre autres la ville de Tallulah (sortie 171). 17 miles à l'est, elle traverse le fleuve Mississippi sur le Vicksburg Bridge (en), et le fleuve Mississippi est la frontière entre la Louisiane et l'état du Mississippi. L'Interstate 20 parcourt 188 miles en Louisiane.

### Mississippi

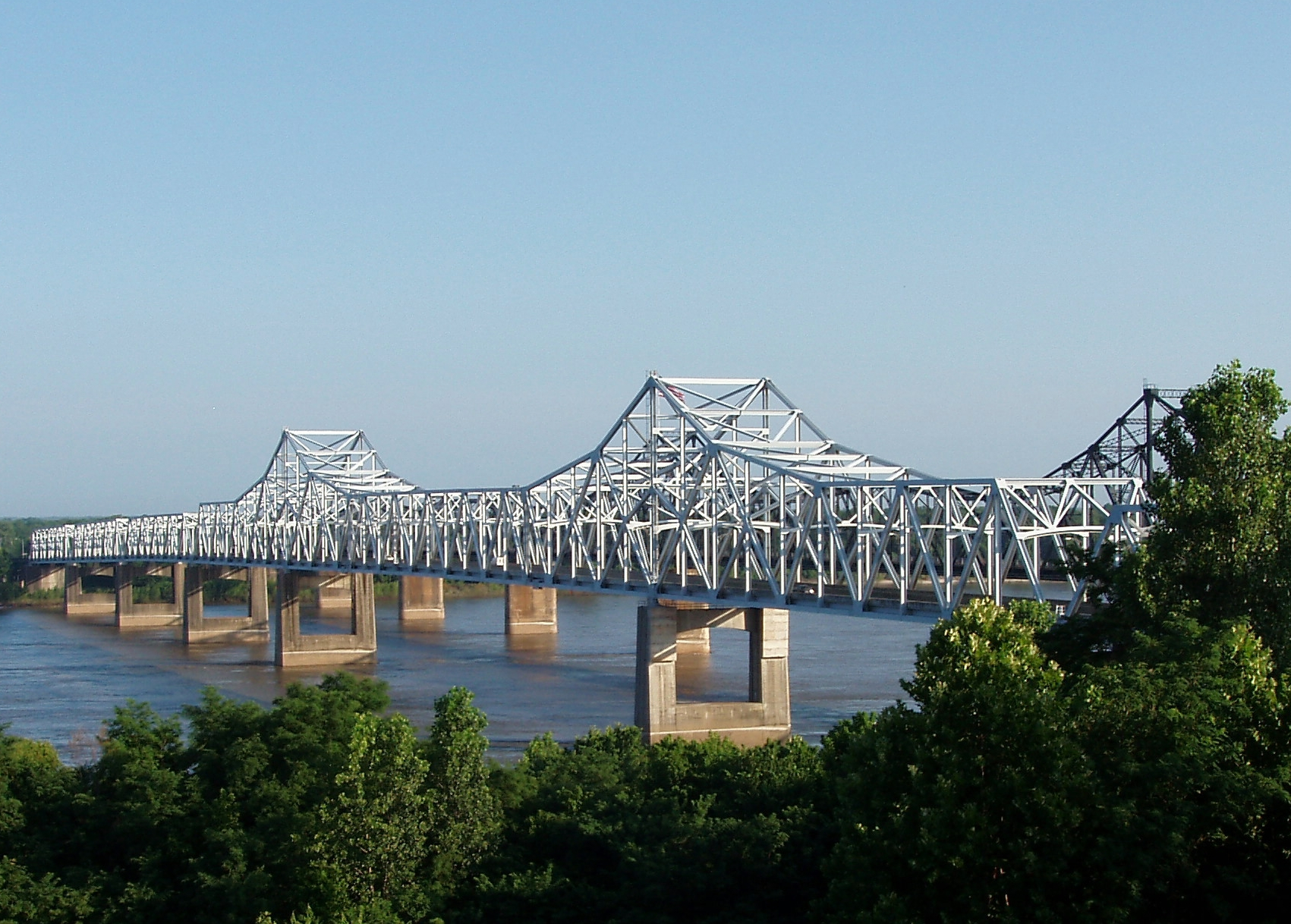
Le Vicksburg bridge, traversant le fleuve Mississippi, frontière de la Louisiane et du Mississippi.

L'interstate 20 traverse premièrement la ville de Vicksburg puis 40 miles à l'est, elle fait son entrée dans la capitale de l'État, Jackson. Elle possède une autoroute auxiliaire dans Jackson: l'Interstate 220, contournant la ville par le Nord-Ouest. L'interstate 20 croise l'interstate 55 au mile 44, puis les deux autoroutes forment un multiplex pendant 2 miles, traversant ainsi le centre-ville de Jackson. Elle poursuit ensuite sa route vers l'est tout en traversant les villes de Brandon (sortie 56) et Meridian (sortie 135). Au mile 132, elle croise l'Interstate 59, et les deux autoroutes forment un multiplex jusqu'à Birmingham. Au mile 171, elle traverse la frontière du Mississippi et de l'Alabama après avoir parcouru 171 miles dans l'état du Mississippi.

### Alabama

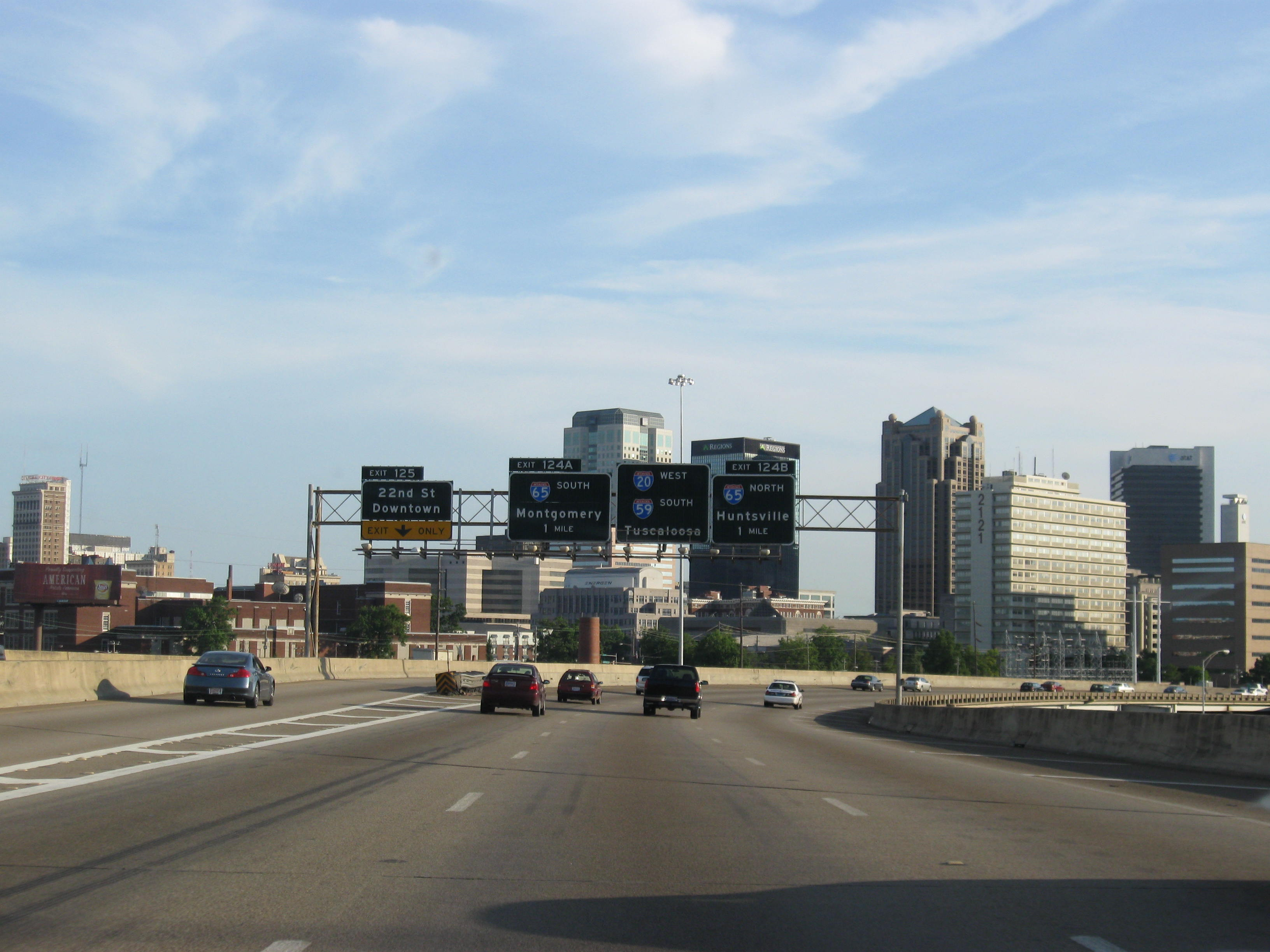
L'I-20 (en multiplex avec l'I-59) approchant l'I-65 au centre-ville de Birmingham. Cette jonction est parfois référée comme Malfunction Junction.

L'I-20 (avec l'I-59) traverse la limite de l'Alabama près de York et forme un multiplex dans l'ouest de l'Alabama. À Birmingham, les deux autoroutes traversent ensemble le centre-ville avant de se séparer à la sortie 130, tout juste à l'est de l'aéroport de Birmingham. L'I-20 continue vers l'est à Oxford et Anniston et dans la Talladega National Forest, passant près de la Talladega Superspeedway, laquelle est visible depuis l'autoroute.
Aussi, à Birmingham, l'intersection de l'I-20 / I-59 avec l'I-65 était connue comme la Malfunction Junction dû à la conception parfois confuse de l'échangeur ainsi qu'au nombre d'accidents qui s'y produisent. Depuis, l'intersection a été reconfigurée.

### Géorgie
L'I-20 entre en Géorgie près de Tallapoosa, Après avoir traversé l'ouest de la Géorgie, elle entre dans la région métropolitaine d'Atlanta. L'autoroute traverse ensuite le centre d'Atlanta, où elle rencontre l'I-75 et l'I-85. Elle continue son parcours dans la région métropolitaine d'Atlanta jusqu'à la moitié est de la Géorgie. Elle traverse en Caroline du Sud à sa traversée du fleuve Savannah à Augusta.

### Caroline du Sud
Après avoir quitté Augusta, l'I-20 traverse le fleuve Savannah et entre en Caroline du Sud en se dirigent vers le nord-est, contournant Aiken et Lexington avant d'atteindre le centre de la capitale de l'État, Columbia, lequel peut être relié plus directement en empruntant l'I-26 est à la sortie 64.
À Columbia, l'I-20 contourne le centre de la ville par le nord et s'oriente encore vers le nord-est en contournant Fort Jackson et Camden. Après avoir traversé la rivière Wateree, elle s'oriente vers l'est et traverse Bishopville, avant d'atteindre la région de Florence. C'est près de Florence que l'I-20 atteint son terminus est à la jonction avec l'I-95. Cependant, pour environ 2 miles (3,4 km), l'I-20 continue dans la ville comme I-20 Bus.

## Liste des sorties par État

### Texas
| Interstate 20                                                  |                           |                     |                     |                                                           |                                                                                    | |
| Comté                                                          | Municipalité              | mi                  | km                  | Sortie                                                    | Intersections / Destinations                                                       | Notes |
| Reeves                                                         | Scroggings Draw           | 0,00                | 0,00                |                                                           | I-10 ouest – El Paso                                                               | Terminus ouest; accès à l'I-10 est via sortie 186 de l'I-10                                                  |
| Reeves                                                         | Scroggings Draw           | 0,00                | 0,00                |                                                           | I-10                                                                               | Entrée direction est seulement; sortie 187 de l'I-10                                                         |
| Reeves                                                         |                           | 2,70                | 4,30                | 3                                                         | Stocks Road                                                                        | |
| Reeves                                                         |                           | 7,00                | 11,30               | 7                                                         | Johnson Road                                                                       | |
| Reeves                                                         |                           | 12,80               | 20,60               | 13                                                        | McAlpine Road                                                                      | |
| Reeves                                                         | Toyah                     | 21,90               | 35,20               | 22                                                        | FM 2903 (en) – Toyah                                                               | |
| Reeves                                                         |                           | 29,00               | 46,70               | 29                                                        | Shaw Road                                                                          | |
| Reeves                                                         |                           | 33,40               | 53,80               | 33                                                        | FM 869 (en)                                                                        | |
| Reeves                                                         | Pecos                     | 37,60               | 60,50               | 37                                                        | I-20BL est – Pecos                                                                 | |
| Reeves                                                         | Pecos                     | 39,90               | 64,20               | 39                                                        | SH 17 (en) – Fort Davis, Balmorhea                                                 | |
| Reeves                                                         | Pecos                     | 40,50               | 65,20               | 40                                                        | Country Club Drive                                                                 | |
| Reeves                                                         | Pecos                     | 41,90               | 67,40               | 42                                                        | US 285 – Fort Stockton, Carlsbad                                                   | |
| Reeves                                                         |                           | 43,80               | 70,50               | 44                                                        | Collie Road                                                                        | |
| Ward                                                           | Barstow                   | 49,30               | 79,30               | 49                                                        | FM 516 (en) – Barstow                                                              | |
| Ward                                                           | Barstow                   | 52,70               | 84,80               | 52                                                        | I-20BL ouest – Barstow                                                             | Sortie direction ouest, entrée direction est                                                                 |
| Ward                                                           |                           | 58,80               | 94,60               | 58                                                        | Frontage Road                                                                      | |
| Ward                                                           | Pyote                     | 65,70               | 105,70              | 66                                                        | SH 115 (en) / FM 1927 (en) – Pyote, Kermit                                         | |
| Ward                                                           | Pyote                     | 69,80               | 112,30              | 70                                                        | Spur 65 (en)                                                                       | |
| Ward                                                           | Wickett                   | 73,30               | 118,00              | 73                                                        | FM 1219 (en) – Wickett                                                             | |
| Ward                                                           | Thorntonville             | 75,50               | 121,50              | 76                                                        | I-20BL est – Monahans                                                              | |
| Ward                                                           | Thorntonville             | 78,50               | 126,30              | 79                                                        | Loop 464                                                                           | Entrée direction est via sortie 80                                                                           |
| Ward                                                           | Monahans                  | 79,50               | 127,90              | 80                                                        | SH 18 (en) – Kermit, Fort Stockton                                                 | |
| Ward                                                           | Monahans                  | 83,20               | 133,90              | 83                                                        | I-20BL ouest – Monahans                                                            | |
| Ward                                                           | Monahans                  | 85,20               | 137,10              | 86                                                        | PR 41 (en) – Parc d'État de Monahans Sandhills                                     | |
| Crane                                                          | Pas d'intersections       | Pas d'intersections | Pas d'intersections | Pas d'intersections                                       | Pas d'intersections                                                                | Pas d'intersections                                                                                          |
| Ector                                                          |                           | 92,50               | 148,90              | 93                                                        | FM 1053 (en) – Fort Stockton                                                       | |
| Ector                                                          | Penwell                   | 100,70              | 162,10              | 101                                                       | FM 1601 (en) – Penwell                                                             | |
| Ector                                                          |                           | 104,30              | 167,90              | 104                                                       | FM 866 (en) – Goldsmith                                                            | |
| Ector                                                          | Odessa                    | 108,10              | 174,00              | 108                                                       | Moss Avenue – Cratère d'Odessa                                                     | |
| Ector                                                          | Odessa                    | 111,90              | 180,10              | 112                                                       | I-20BL est / FM 1936 (en)– Odessa                                                  | |
| Ector                                                          | Odessa                    | 113,30              | 182,30              | 113                                                       | SH 302 (en) / Loop 338 (en) – Kermit                                               | |
| Ector                                                          | Odessa                    | 114,70              | 184,60              | 115                                                       | FM 1882 (en) (County Road West)                                                    | |
| Ector                                                          | Odessa                    | 116,50              | 187,50              | 116                                                       | US 385 – Andrews, Crane                                                            | |
| Ector                                                          | Odessa                    | 117,20              | 188,60              | 118                                                       | FM 3503 (en) / Grandview Avenue                                                    | |
| Ector                                                          | Odessa                    | 119,30              | 192,00              | 120                                                       | JBS Parkway                                                                        | |
| Ector                                                          | Odessa                    | 120,60              | 194,10              | 121                                                       | Loop 338 (en) – Odessa                                                             | |
| Midland                                                        | Midland                   | 126,50              | 203,60              | 126                                                       | FM 1788 (en) / SH 349 (en) nord – Université du Texas à Odessa                     | Terminus ouest du multiplex avec SH 349                                                                      |
| Midland                                                        | Midland                   | 131,50              | 211,60              | 131                                                       | SH 158 (en) ouest / Loop 250 (en) – Midland                                        | Terminus ouest du multiplex avec SH 158                                                                      |
| Midland                                                        | Midland                   | 133,90              | 215,50              | 134                                                       | Midkiff Road                                                                       | |
| Midland                                                        | Midland                   | 134,80              | 216,90              | 135                                                       | Cotton Flat Road                                                                   | |
| Midland                                                        | Midland                   | 135,90              | 218,70              | 136                                                       | SH 349 (en) sud – Rankin, Lamesa                                                   | Terminus est du multiplex avec SH 349                                                                        |
| Midland                                                        | Midland                   | 136,80              | 220,20              | 137                                                       | Old Lamesa Road                                                                    | |
| Midland                                                        | Midland                   | 137,90              | 221,90              | 138                                                       | SH 158 (en) est / FM 715 (en) – Garden City, San Angelo                            | Terminus est du multiplex avec SH 158                                                                        |
| Midland                                                        | Midland                   | 139,50              | 224,50              | 140                                                       | FM 307 (en) – Greenwood                                                            | Sortie direction est, entrée direction ouest                                                                 |
| Midland                                                        | Midland                   | 142,20              | 228,80              | 143                                                       | Loop 250 (en)                                                                      | |
| Midland                                                        | Midland                   | 144,40              | 232,40              | 144                                                       | I-20BL ouest / Loop 250 (en) – Midland                                             | Pas d'entrée en direction ouest                                                                              |
| Martin                                                         |                           | 151,70              | 244,10              | 151                                                       | FM 829 (en)                                                                        | Sortie et entrée en direction ouest                                                                          |
| Martin                                                         | Stanton                   | 153,70              | 247,40              | 154                                                       | I-20BL est – Stanton                                                               | |
| Martin                                                         | Stanton                   | 155,90              | 250,90              | 156                                                       | SH 137 (en) – Lamesa                                                               | |
| Martin                                                         | Stanton                   | 158,40              | 254,90              | 158                                                       | I-20BL ouest – Stanton                                                             | |
| Howard                                                         |                           | 165,10              | 265,70              | 165                                                       | FM 818 (en)                                                                        | |
| Howard                                                         |                           | 169,40              | 272,60              | 169                                                       | FM 2599 (en)                                                                       | |
| Howard                                                         |                           | 170,90              | 275,00              | 171                                                       | Moore Field Road                                                                   | |
| Howard                                                         |                           | 172,10              | 277,00              | 172                                                       | Cauble Road                                                                        | |
| Howard                                                         | Big Spring                | 172,70              | 277,90              | 173                                                       | US 87 – Lamesa, San Angelo                                                         | |
| Howard                                                         | Big Spring                | 174,00              | 280,00              | 174                                                       | I-20BL est – Big Spring                                                            | |
| Howard                                                         | Big Spring                | 176,10              | 283,40              | 176                                                       | SH 176 (en) – Andrews                                                              | |
| Howard                                                         | Big Spring                | 177,00              | 284,90              | 177                                                       | US 87 Bus. (Lamesa Highway) – San Angelo, Lamesa                                   | |
| Howard                                                         | Big Spring                | 177,90              | 286,30              | 178                                                       | SH 350 (en) – Snyder                                                               | |
| Howard                                                         | Big Spring                | 179,80              | 289,40              | 179                                                       | I-20BL ouest – Big Spring                                                          | |
| Howard                                                         | Big Spring                | 180,50              | 290,50              | 181A                                                      | FM 700 (en)                                                                        | |
| Howard                                                         | Big Spring                | 181,30              | 291,80              | 181B                                                      | Refinery Road                                                                      | |
| Howard                                                         |                           | 182,40              | 293,50              | 182                                                       | Midway Road                                                                        | |
| Howard                                                         |                           | 184,30              | 296,60              | 184                                                       | Moss Lake Road – Sand Springs                                                      | |
| Howard                                                         |                           | 186,30              | 299,80              | 186                                                       | Salem Road – Sand Springs                                                          | |
| Howard                                                         | Coahoma                   | 188,40              | 303,20              | 188                                                       | FM 820 (en) – Coahoma                                                              | |
| Howard                                                         |                           | 189,30              | 304,60              | 189                                                       | McGregor Road                                                                      | |
| Howard                                                         |                           | 190,40              | 306,40              | 190                                                       | Snyder Field Road                                                                  | |
| Howard                                                         |                           | 192,40              | 309,60              | 192                                                       | FM 821 (en)                                                                        | |
| Howard                                                         |                           | 193,70              | 311,70              | 194A                                                      | East Howard Field Road                                                             | |
| Howard                                                         |                           | 195,30              | 314,30              | 195                                                       | Frontage Road                                                                      | Pas d'entrée en direction est                                                                                |
| Mitchell                                                       |                           | 198,70              | 319,80              | 199                                                       | Iatan Road                                                                         | |
| Mitchell                                                       |                           | 199,60              | 321,20              | 200                                                       | Conaway Road                                                                       | |
| Mitchell                                                       | Westbrook                 | 205,70              | 331,00              | 206                                                       | I-20BL est / FM 670 (en) – Westbrook                                               | |
| Mitchell                                                       | Westbrook                 | 206,80              | 332,80              | 207                                                       | I-20BL ouest – Westbrook                                                           | |
| Mitchell                                                       |                           | 208,90              | 336,20              | 209                                                       | Dorn Road                                                                          | |
| Mitchell                                                       |                           | 210,00              | 338,00              | 210                                                       | FM 2836 (en)                                                                       | |
| Mitchell                                                       |                           | 212,10              | 341,30              | 212                                                       | FM 1229 (en)                                                                       | |
| Mitchell                                                       | Colorado City             | 213,00              | 342,80              | 213                                                       | I-20BL est / Enderly Road – Colorado City                                          | |
| Mitchell                                                       | Colorado City             | 215,00              | 346,00              | 215                                                       | FM 3525 (en)                                                                       | |
| Mitchell                                                       | Colorado City             | 216,10              | 347,80              | 216                                                       | SH 208 (en) nord – Snyder, Colorado City                                           | Terminus ouest du multiplex avec SH 208                                                                      |
| Mitchell                                                       | Colorado City             | 217,10              | 349,40              | 217                                                       | SH 208 (en) sud – San Angelo                                                       | Terminus est du multiplex avec SH 208                                                                        |
| Mitchell                                                       | Colorado City             | 218,60              | 351,80              | 219A                                                      | Country Club Road                                                                  | Indiqué sortie 219 en direction est                                                                          |
| Mitchell                                                       | Colorado City             | 219,10              | 352,60              | 219B                                                      | I-20BL ouest – Colorado City                                                       | Sortie en direction est via sortie 219                                                                       |
| Mitchell                                                       |                           | 219,80              | 353,70              | 220                                                       | FM 1899 (en)                                                                       | |
| Mitchell                                                       |                           | 221,00              | 355,70              | 221                                                       | Lasky Road                                                                         | |
| Mitchell                                                       |                           | 222,70              | 358,40              | 223                                                       | Lucas Road                                                                         | |
| Mitchell                                                       | Loraine                   | 224,20              | 360,80              | 224                                                       | I-20BL est – Loraine                                                               | |
| Mitchell                                                       | Loraine                   | 225,10              | 362,30              | 225                                                       | FM 644 (en) sud                                                                    | |
| Mitchell                                                       | Loraine                   | 225,90              | 363,60              | 226A                                                      | FM 644 (en) nord                                                                   | Sortie en direction est via sortie 225                                                                       |
| Mitchell                                                       | Loraine                   | 226,40              | 364,40              | 226B                                                      | I-20BL ouest / Wimberly Road                                                       | |
| Mitchell                                                       |                           | 226,90              | 365,20              | 227                                                       | Narrell Road                                                                       | |
| Nolan                                                          |                           | 229,90              | 370,00              | 230                                                       | FM 1230 (en)                                                                       | |
| Nolan                                                          | Roscoe                    | 234,70              | 377,70              | 235                                                       | I-20BL est – Roscoe                                                                | |
| Nolan                                                          | Roscoe                    | 236,00              | 379,80              | 236                                                       | FM 608 (en) – Roscoe                                                               | |
| Nolan                                                          | Roscoe                    | 237,00              | 381,40              | 237                                                       | Cemetery Road                                                                      | |
| Nolan                                                          | Roscoe                    | 238,00              | 383,00              | 238A                                                      | US 84 ouest – Lubbock, Snyder                                                      | Terminus ouest du multiplex avec US 84; pas de sortie en direction est                                       |
| Nolan                                                          |                           | 238,10              | 383,20              | 238B                                                      | Blackland Road                                                                     | |
| Nolan                                                          |                           | 238,40              | 383,70              | 238C                                                      | Frontage Road                                                                      | Sortie et entrée en direction est                                                                            |
| Nolan                                                          | Sweetwater                | 239,10              | 384,80              | 239                                                       | May Road                                                                           | |
| Nolan                                                          | Sweetwater                | 239,90              | 386,10              | 240                                                       | Loop 170 (en)                                                                      | |
| Nolan                                                          | Sweetwater                | 240,30              | 386,70              | 241                                                       | I-20BL est – Sweetwater                                                            | |
| Nolan                                                          | Sweetwater                | 241,60              | 388,80              | 242                                                       | Hopkins Road                                                                       | |
| Nolan                                                          | Sweetwater                | 242,80              | 390,70              | 243                                                       | Hillsdale Road, Robert Lee Street                                                  | |
| Nolan                                                          | Sweetwater                | 243,30              | 393,20              | 244                                                       | SH 70 (en) sud / Lamar Street – Sweetwater, San Angelo                             | Terminus ouest du multiplex avec SH 70                                                                       |
| Nolan                                                          | Sweetwater                | 245,20              | 394,60              | 245                                                       | Arizona Avenue                                                                     | Sortie en direction ouest seulement                                                                          |
| Nolan                                                          | Sweetwater                | 245,70              | 395,40              | 246                                                       | Alabama Avenue                                                                     | |
| Nolan                                                          | Sweetwater                | 247,50              | 398,30              | 247                                                       | I-20BL ouest / SH 70 (en) nord – Sweetwater, Roby                                  | Terminus est du multiplex avec SH 70                                                                         |
| Nolan                                                          |                           | 249,00              | 400,70              | 249                                                       | FM 1856 (en)                                                                       | |
| Nolan                                                          |                           | 250,90              | 403,80              | 251                                                       | Eskota Road                                                                        | |
| Nolan                                                          |                           | 254,80              | 410,10              | 255                                                       | Adrian Road                                                                        | |
| Nolan                                                          |                           | 256,10              | 412,20              | 256                                                       | Stink Creek Road                                                                   | |
| Nolan                                                          |                           | 258,30              | 415,70              | 258                                                       | White Flat Road                                                                    | |
| Nolan                                                          |                           | 259,30              | 417,30              | 259                                                       | Sylvester Road                                                                     | |
| Taylor                                                         | Trent                     | 260,70              | 419,60              | 261                                                       | I-20BL est – Trent                                                                 | |
| Taylor                                                         | Trent                     | 261,90              | 421,50              | 262                                                       | FM 1085 (en)                                                                       | |
| Taylor                                                         | Trent                     | 262,60              | 422,60              | 263                                                       | I-20BL ouest – Trent                                                               | |
| Taylor                                                         |                           | 263,70              | 424,40              | 264                                                       | Noodle Dome Road                                                                   | |
| Taylor                                                         |                           | 266,00              | 428,10              | 266                                                       | Derstine Road                                                                      | |
| Taylor                                                         | Merkel                    | 267,20              | 430,00              | 267                                                       | I-20BL est – Merkel                                                                | |
| Taylor                                                         | Merkel                    | 268,50              | 432,10              | 269                                                       | FM 126 (en)                                                                        | |
| Taylor                                                         | Merkel                    | 270,10              | 434,70              | 270                                                       | I-20BL ouest / FM 1235 (en) – Merkel                                               | |
| Taylor                                                         |                           | 272,10              | 437,90              | 272                                                       | Wimberly Road                                                                      | |
| Taylor                                                         |                           | 273,80              | 440,60              | 274                                                       | Wells Lane                                                                         | |
| Taylor                                                         | Tye                       | 276,80              | 445,50              | 277                                                       | I-20BL est / FM 707 (en) – Tye                                                     | |
| Taylor                                                         | Tye                       | 277,80              | 447,10              | 278                                                       | I-20BL ouest – Tye                                                                 | |
| Taylor                                                         | Abilene                   | 278,40              | 448,00              | 279                                                       | I-20BL est / US 84 est – Abilene                                                   | Terminus est du multiplex avec US 84; pas de sortie en direction ouest                                       |
| Taylor                                                         | Abilene                   | 279,30              | 449,50              | 280                                                       | Fulwiler Road                                                                      | |
| Taylor                                                         | Abilene                   | 280,30              | 451,10              | 281                                                       | FM 3438 (en) sud (Hayter Road) – Dyess AFB                                         | |
| Taylor                                                         | Abilene                   | 281,40              | 452,90              | 282                                                       | Shirley Road, Ambler Avenue                                                        | |
| Taylor                                                         | Abilene                   | 282,90              | 455,30              | 283                                                       | US 83 (Winters Freeway) / US 277 – San Angelo, Ballinger, Anson                    | Indiqué sortie 283A (sud) et 283B (nord)                                                                     |
| Taylor                                                         | Abilene                   | 284,40              | 457,70              | 285                                                       | Old Anson Road – Impact                                                            | |
| Taylor                                                         | Abilene                   | 285,40              | 459,30              | 286A                                                      | US 83 Bus. – Abilene                                                               | Indiqué sortie 286A (sud) et 286B (nord) en direction est                                                    |
| Taylor                                                         | Abilene                   | 285,90              | 460,10              | 286C                                                      | FM 600 (en)                                                                        | |
| Taylor                                                         | Abilene                   | 286,40              | 460,90              | 288                                                       | SH 351 (en) – Albany, Abilene Christian University                                 | |
| Taylor                                                         | Abilene                   | 288,10              | 463,70              | 290                                                       | Loop 322 (en) (Jake Roberts Freeway) vers SH 36 (en)                               | |
| Taylor                                                         | Abilene                   | 291,20              | 468,80              | 292A                                                      | I-20BL ouest – Abilene                                                             | |
| Taylor                                                         | Abilene                   | 292,10              | 470,10              | 292B                                                      | Elmdale Road                                                                       | |
| Callahan                                                       |                           | 294,10              | 473,30              | 294                                                       | Buck Creek Road                                                                    | |
| Callahan                                                       |                           | 296,60              | 477,30              | 297                                                       | FM 603 (en)                                                                        | |
| Callahan                                                       | Clyde                     | 298,80              | 480,90              | 299                                                       | FM 1707 (en) (Hays Road)                                                           | |
| Callahan                                                       | Clyde                     | 299,80              | 482,50              | 300                                                       | FM 604 (en) – Clyde                                                                | |
| Callahan                                                       | Clyde                     | 301,00              | 484,40              | 301                                                       | Cherry Lane                                                                        | |
| Callahan                                                       |                           | 303,10              | 487,80              | 303                                                       | Union Hill Road                                                                    | |
| Callahan                                                       | Baird                     | 305,20              | 491,20              | 306                                                       | I-20BL est / FM 2047 (en) – Baird                                                  | |
| Callahan                                                       | Baird                     | 307,00              | 494,10              | 307                                                       | US 283 – Albany, Coleman                                                           | |
| Callahan                                                       | Baird                     | 307,90              | 495,50              | 308                                                       | I-20BL ouest – Baird                                                               | |
| Callahan                                                       |                           | 309,60              | 498,30              | 310                                                       | Finley Road                                                                        | |
| Callahan                                                       |                           | 312,30              | 502,60              | 313                                                       | FM 2228 (en)                                                                       | |
| Callahan                                                       |                           | 315,30              | 507,40              | 316                                                       | Brushy Creek Road                                                                  | |
| Callahan                                                       | Putnam                    | 318,50              | 512,60              | 319                                                       | FM 880 (en) sud – Putnam, Cross Plains                                             | Terminus ouest du multiplex avec FM 880                                                                      |
| Callahan                                                       | Putnam                    | 319,70              | 514,50              | 320                                                       | FM 880 (en) nord / FM 2945 (en) est – Moran                                        | Terminus est du multiplex avec FM 880                                                                        |
| Callahan                                                       |                           | 321,60              | 517,60              | 322                                                       | Cooper Creek Road                                                                  | |
| Eastland                                                       |                           | 323,90              | 521,30              | 324                                                       | Scranton Road                                                                      | |
| Eastland                                                       | Cisco                     | 329,60              | 530,40              | 330                                                       | SH 206 (en) – Cross Plains, Cisco, Coleman                                         | |
| Eastland                                                       | Cisco                     | 331,60              | 533,70              | 332                                                       | US 183 – Breckenridge, Cisco, Brownwood, Albany                                    | |
| Eastland                                                       |                           | 336,30              | 541,20              | 337                                                       | Spur 490 (en)                                                                      | |
| Eastland                                                       | Eastland                  | 339,80              | 546,90              | 340                                                       | SH 6 (en) – Gorman, Eastland, De Leon, Breckenridge                                | |
| Eastland                                                       | Eastland                  | 342,90              | 551,80              | 343                                                       | SH 112 (en) / FM 570 (en) – Lake Leon                                              | |
| Eastland                                                       |                           | 344,90              | 555,10              | 345                                                       | FM 3363 (en) – Olden                                                               | Sortie direction est, entrée direction ouest                                                                 |
| Eastland                                                       |                           | 346,50              | 557,60              | 347                                                       | FM 3363 (en) – Olden                                                               | Sortie direction ouest, entrée direction est                                                                 |
| Eastland                                                       | Ranger                    | 349,00              | 561,70              | 349                                                       | Loop 254 (en) / FM 2461 (en) – Lake Leon, Ranger                                   | |
| Eastland                                                       | Ranger                    | 350,00              | 563,30              | 351                                                       | Desdemona Boulevard                                                                | Sortie direction est, entrée direction ouest                                                                 |
| Eastland                                                       | Ranger                    | 351,50              | 565,70              | 352                                                       | Blundell Street                                                                    | Sortie direction ouest, entrée direction est                                                                 |
| Eastland                                                       |                           | 354,30              | 570,20              | 354                                                       | Loop 254 (en) ouest – Ranger                                                       | |
| Eastland                                                       |                           | 358,20              | 576,50              | 358                                                       | Frontage Road                                                                      | Sortie direction ouest, entrée direction est                                                                 |
| Eastland                                                       |                           | 360,60              | 580,30              | 361                                                       | SH 16 (en) – Strawn, De Leon                                                       | |
| Eastland                                                       |                           | 362,30              | 583,10              | 363                                                       | Tudor Road                                                                         | |
| Erath                                                          |                           | 366,30              | 589,50              | 367                                                       | SH 108 (en) nord – Mingus, Thurber                                                 | Terminus ouest du multiplex avec SH 108                                                                      |
| Palo Pinto                                                     |                           | 369,40              | 594,50              | 370                                                       | SH 108 (en) sud / FM 919 (en) – Gordon, Stephenville                               | Terminus est du multiplex avec SH 108                                                                        |
| Palo Pinto                                                     |                           | 372,50              | 599,50              | 373                                                       | SH 193 (en) – Gordon                                                               | |
| Palo Pinto                                                     |                           | 375,40              | 604,10              | 376                                                       | Panama Road, Blue Flat Road                                                        | |
| Palo Pinto                                                     |                           | 380,00              | 611,60              | 380                                                       | FM 4 (en) – Palo Pinto, Lipan, Santo                                               | |
| Palo Pinto                                                     |                           | 386,00              | 621,20              | 386                                                       | US 281 – Stephenville, Mineral Wells                                               | |
| Parker                                                         |                           | 391,00              | 629,30              | 391                                                       | Gilbert Pit Road                                                                   | |
| Parker                                                         |                           | 392,80              | 632,20              | 394                                                       | FM 113 (en) – Millsap                                                              | |
| Parker                                                         |                           | 396,90              | 638,70              | 397                                                       | FM 1189 (en) – Brock                                                               | |
| Parker                                                         |                           | 401,80              | 646,60              | 402                                                       | Spur 312 (en) est – Weatherford                                                    | Sortie direction est, entrée direction ouest                                                                 |
| Parker                                                         |                           | 402,70              | 648,10              | 403                                                       | Dennis Road                                                                        | Sortie direction ouest, entrée direction est                                                                 |
| Parker                                                         |                           | 404,30              | 650,70              | 405                                                       | Old Borck Road, Ric Williamson Memorial Highway                                    | |
| Parker                                                         | Weatherford               | 405,50              | 652,60              | 406                                                       | Old Dennis Road, South Bowie Drive                                                 | |
| Parker                                                         | Weatherford               | 406,60              | 654,40              | 407                                                       | FM 1884 (en) (Bethel Road) / Tin Top Road                                          | Sortie en direction ouest via sortie 408                                                                     |
| Parker                                                         | Weatherford               | 407,20              | 655,30              | 408                                                       | SH 171 (en) / FM 51 (en) – Granbury, Cleburne                                      | |
| Parker                                                         | Weatherford               | 408,60              | 657,60              | 409A                                                      | Holland Lake Road, Fossil Hill Road                                                | Sortie direction ouest, entrée direction est                                                                 |
| Parker                                                         | Weatherford               | 407,70              | 656,10              | 409                                                       | FM 2552 (en) nord (Santa Fe Drive) / Clear Lake Road                               | |
| Parker                                                         | Weatherford               | 410,20              | 660,20              | 410                                                       | East Bankhead Drive                                                                | |
| Parker                                                         |                           | 411,40              | 662,10              | 411                                                       | Center Point Road                                                                  | Sortie en direction ouest seulement                                                                          |
| Parker                                                         | Hudson Oaks               | 412,90              | 664,50              | 413                                                       | Lake Shore Drive                                                                   | Sortie direction est, entrée direction ouest                                                                 |
| Parker                                                         | Hudson Oaks               | 414,00              | 666,30              | 414                                                       | US 180 – Weatherford, Mineral Wells                                                | Sortie direction ouest, entrée direction est                                                                 |
| Parker                                                         |                           | 414,30              | 666,80              | 415                                                       | FM 5 (en) (Mikus Road) – Annetta                                                   | |
| Parker                                                         | Willow Park               | 416,90              | 670,90              | 418                                                       | Ranch House Road – Willow Park                                                     | |
| Parker                                                         | Willow Park               | 418,70              | 673,80              | 420                                                       | FM 1187 (en) / FM 3325 (en) – Aledo                                                | |
| Parker                                                         |                           | 420,50              | 676,70              | 421                                                       | I-30 est – Centre-ville de Fort Worth                                              | Sortie direction est, entrée direction ouest; sortie à gauche; terminus ouest de l'I-30                      |
| Tarrant                                                        |                           | 424,50              | 683,20              | 425                                                       | Markum Ranch Road                                                                  | |
| Tarrant                                                        |                           | 425,50              | 684,80              | 426                                                       | RM 2871 (en)                                                                       | |
| Tarrant                                                        | Benbrook                  | 426,90              | 687,00              | 428                                                       | I-820 nord (Jim Wright Freeway)                                                    | Sortie 0 de l'I-820                                                                                          |
| Tarrant                                                        | Benbrook                  | 427,20              | 687,50              | 429A                                                      | US 377 (Benbrook Boulevard) – Granbury                                             | |
| Tarrant                                                        | Benbrook                  | 428,80              | 690,10              | 429B                                                      | Winscott Road                                                                      | |
| Tarrant                                                        | Fort Worth                | 430,90              | 693,50              | 431                                                       | Bryant Irvin Road                                                                  | |
| Tarrant                                                        | Fort Worth                | 432,10              | 695,40              | 432A                                                      | SH 183 (en) ouest (Southwest Boulevard)                                            | Sortie direction ouest, entrée direction est                                                                 |
| Tarrant                                                        | Fort Worth                | 431,20              | 693,90              | 432B                                                      | Chisholm Trail Parkway (en)                                                        | Indiqué sortie 432 en direction est                                                                          |
| Tarrant                                                        | Fort Worth                | 431,30              | 694,10              | 433                                                       | Hulen Street, South Drive – TCU                                                    | |
| Tarrant                                                        | Fort Worth                | 432,90              | 696,70              | 434A                                                      | Granbury Road, Southdrive                                                          | |
| Tarrant                                                        | Fort Worth                | 433,30              | 697,30              | 434B                                                      | Trail Lake Drive, Westcreek Drive                                                  | |
| Tarrant                                                        | Fort Worth                | 434,50              | 699,30              | 435                                                       | McCart Avenue, Westcreek Drive                                                     | |
| Tarrant                                                        | Fort Worth                | 435,20              | 700,40              | 436A                                                      | FM 731 (en) (Crowley Road) / James Avenue                                          | |
| Tarrant                                                        | Fort Worth                | 435,60              | 701,00              | 436B                                                      | Hemphill Street                                                                    | |
| Tarrant                                                        | Fort Worth                | 436,30              | 702,20              | 437                                                       | I-35W (South Freeway) – Denton, Waco                                               | Sortie 45A-B de l'I-35W                                                                                      |
| Tarrant                                                        | Fort Worth                | 437,10              | 703,40              | 438                                                       | Oak Grove Road                                                                     | |
| Tarrant                                                        | Fort Worth                | 438,30              | 705,40              | 439                                                       | Campus Drive                                                                       | |
| Tarrant                                                        | Forest Hill               | 439,00              | 706,50              | 440A                                                      | Wichita Street                                                                     | |
| Tarrant                                                        | Forest Hill               | 439,50              | 707,30              | 440B                                                      | Forest Hill Drive                                                                  | |
| Tarrant                                                        | Forest Hill               | 440,80              | 709,40              | 441                                                       | Anglin Drive                                                                       | |
| Tarrant                                                        | Kennedale                 | 441,50              | 710,50              | 442A                                                      | US 287 Bus. (Mansfield Highway)                                                    | |
| Tarrant                                                        | Kennedale                 | 441,70              | 710,80              | 442B                                                      | I-820 nord (East Loop) / US 287 nord – Centre-ville de Fort Worth                  | Terminus ouest du multiplex avec US 287; sortie 34A de l'I-820                                               |
| Tarrant                                                        | Arlington                 | 442,90              | 712,80              | 443                                                       | Bowman Springs Road                                                                | Sortie direction ouest, entrée direction est                                                                 |
| Tarrant                                                        | Arlington                 | 443,20              | 713,30              | 444                                                       | US 287 sud / Little Road – Waxahachie                                              | Terminus est du multiplex avec US 287                                                                        |
| Tarrant                                                        | Arlington                 | 444,50              | 715,40              | 445                                                       | Green Oaks Boulevard, Little Road                                                  | |
| Tarrant                                                        | Arlington                 | 445,40              | 716,80              | 447                                                       | Kelly-Elliot Road, Park Springs Road                                               | |
| Tarrant                                                        | Arlington                 | 446,90              | 719,20              | 448                                                       | Bowen Road                                                                         | |
| Tarrant                                                        | Arlington                 | 447,80              | 720,70              | 449                                                       | FM 157 (en) (Cooper Street) – UT Arlington                                         | Indiqué sortie 449A (sud) et 449B (nord) en direction est                                                    |
| Tarrant                                                        | Arlington                 | 449,10              | 722,80              | 450                                                       | Mattlock Road                                                                      | |
| Tarrant                                                        | Arlington                 | 450,30              | 724,70              | 451                                                       | Collins Street, New York Avenue                                                    | |
| Tarrant                                                        | Arlington                 | 451,90              | 727,30              | 453                                                       | SH 360 (en) (Angus G. Wynne Jr. Freeway) – Aéroport D/FW                           | Indiqué sortie 453A (nord) et 453B (sud)                                                                     |
| Tarrant                                                        | Grand Prairie             | 453,20              | 729,40              | 454                                                       | Great Southwest Parkway                                                            | |
| Dallas                                                         | Grand Prairie             | 454,00              | 730,60              | 455A                                                      | President George Bush Tunrpike (en) nord                                           | |
| Dallas                                                         | Grand Prairie             | 454,30              | 731,10              | 455B                                                      | SH 161 (en) / Lake Ridge Parkway                                                   | |
| Dallas                                                         | Grand Prairie             | 455,40              | 732,90              | 456                                                       | Carrier Parkway                                                                    | |
| Dallas                                                         | Grand Prairie             | 456,60              | 734,80              | 457                                                       | FM 1382 (en) (Belt Line Road) – Grand Prairie, Cedar Hill                          | |
| Dallas                                                         | Dallas                    | 457,50              | 736,30              | 458                                                       | Mountain Creek Parkway                                                             | |
| Dallas                                                         | Dallas                    | 458,60              | 738,00              | 460                                                       | Spur 408 (en) nord (Patriot Parkway)                                               | |
| Dallas                                                         | Duncanville               | 460,10              | 740,50              | 461                                                       | Cedar Ridge Drive                                                                  | |
| Dallas                                                         | Duncanville               | 461,20              | 742,20              | 462                                                       | Duncanville Road, North Main Street                                                | |
| Dallas                                                         | Duncanville               | 462,30              | 744,00              | 463                                                       | Cockrell Hill Road, Camp Wisdom Road                                               | |
| Dallas                                                         | Dallas                    | 463,00              | 745,10              | 464                                                       | US 67 (Marvin D. Love Freeway) – Dallas, Cleburne                                  | |
| Dallas                                                         | Dallas                    | 464,10              | 746,90              | 465                                                       | Wheatland Road, Hampton Road                                                       | |
| Dallas                                                         | Dallas                    | 464,80              | 748,00              | 466                                                       | South Polk Street                                                                  | |
| Dallas                                                         | Dallas                    | 466,40              | 750,60              | 467                                                       | I-35E (South R.L. Thornton Freeway) / US 77 – Dallas, Waco                         | Indiqué sortie 467A (nord) et 467B (sud); sortie 418A-B de l'I-35E                                           |
| Dallas                                                         | Lancaster                 | 467,40              | 752,20              | 468                                                       | Houston School Road                                                                | |
| Dallas                                                         | Dallas                    | 468,00              | 753,20              | 470                                                       | SH 342 (en) (Lancaster Road)                                                       | |
| Dallas                                                         | Dallas                    | 470,80              | 757,70              | 472                                                       | Bonnie View Road                                                                   | |
| Dallas                                                         | Dallas                    | 472,00              | 759,60              | 473A                                                      | J. J. Lemmon Road                                                                  | Sortie direction est, entrée direction ouest                                                                 |
| Dallas                                                         | Dallas                    | 472,30              | 760,10              | 473                                                       | I-45 (Julius Schepps Freeway) – Dallas, Houston                                    | Indiqué sortie 473B (sud) et 473C (nord); sortie 276A-B de l'I-45                                            |
| Dallas                                                         | Hutchins                  | 472,90              | 761,10              | 474                                                       | SH 310 (en) (South Central Expressway)                                             | Sortie direction ouest, entrée direction est                                                                 |
| Dallas                                                         | Dallas                    | 475,60              | 765,40              | 476                                                       | Dowdy Ferry Road                                                                   | |
| Dallas                                                         | Dallas                    | 476,60              | 767,00              | 477                                                       | St. Augustine Road                                                                 | |
| Dallas                                                         | Dallas                    | 478,70              | 770,40              | 478                                                       | Haymarket Road                                                                     | Sortie direction est, entrée direction ouest                                                                 |
| Dallas                                                         | Dallas                    | 479,20              | 771,20              | 479                                                       | US 175 (C. F. Hawn Freeway) – Dallas, Kaufman                                      | |
| Dallas                                                         | Balch Springs             | 480,00              | 772,50              | 480B                                                      | I-635 nord (Lyndon B. Johnson Freeway) – Mesquite, Garland                         | Sortie 1C de l'I-635                                                                                         |
| Dallas                                                         | Balch Springs             | 480,50              | 773,30              | 480A                                                      | Kleberg Road                                                                       | Sortie direction ouest, entrée direction est                                                                 |
| Dallas                                                         | Balch Springs             | 481,30              | 774,60              | 481                                                       | Seagoville Road                                                                    | |
| Dallas                                                         | Balch Springs             | 482,40              | 776,30              | 482                                                       | Belt Line Road, Lasater Road                                                       | |
| Dallas                                                         | Mesquite                  | 483,30              | 777,80              | 483                                                       | Lawson Road, Lasater Road, Lumley Road                                             | |
| Kaufman                                                        | Mesquite                  | 487,30              | 784,20              | 487                                                       | FM 740 (en) – Forney                                                               | |
| Kaufman                                                        |                           | 490,20              | 788,90              | 490                                                       | FM 741 (en)                                                                        | |
| Kaufman                                                        |                           | 491,10              | 790,30              | 491                                                       | FM 2932 (en) / Helms Trail                                                         | |
| Kaufman                                                        | Talty                     | 493,20              | 793,70              | 493                                                       | FM 1641 (en)                                                                       | |
| Kaufman                                                        | Terrell                   | 497,90              | 801,30              | 498                                                       | FM 148 (en)                                                                        | |
| Kaufman                                                        | Terrell                   | 499,30              | 803,50              | 499A                                                      | Spur 557 (en) vers US 80 – Dallas                                                  | Sortie direction ouest entrée direction est                                                                  |
| Kaufman                                                        | Terrell                   | 499,00              | 803,10              | 499B                                                      | Rose Hill Road                                                                     | |
| Kaufman                                                        | Terrell                   | 500,70              | 805,80              | 501                                                       | SH 34 (en) – Terrell, Kaufman                                                      | |
| Kaufman                                                        | Terrell                   | 502,50              | 808,70              | 503                                                       | Wilson Road                                                                        | |
| Kaufman                                                        |                           | 505,90              | 814,20              | 506                                                       | FM 429 (en) (College Mound Road) / FM 2728 (en) – Trinity Valley Community College | |
| Kaufman                                                        |                           | 508,90              | 819,00              | 509                                                       | Hiram Road                                                                         | |
| Kaufman                                                        |                           | 512,00              | 824,00              | 512                                                       | FM 2965 (en) (Hiram-Wills Point Road)                                              | |
| Van Zandt                                                      |                           | 516,50              | 831,20              | 516                                                       | FM 47 (en) – Wills Point                                                           | |
| Van Zandt                                                      |                           | 519,10              | 835,40              | 519                                                       | Turner-Hayden Road                                                                 | |
| Van Zandt                                                      |                           | 521,00              | 838,50              | 521                                                       | Myrtle Springs Road, Myrtle Cemetery Road                                          | |
| Van Zandt                                                      | Canton                    | 522,90              | 841,50              | 523                                                       | SH 64 (en) – Canton, Wills Point                                                   | |
| Van Zandt                                                      | Canton                    | 525,80              | 846,20              | 526                                                       | FM 859 (en) – Canton, Edgewood                                                     | |
| Van Zandt                                                      | Canton                    | 526,20              | 846,80              | 527                                                       | SH 19 (en) – Emory, Canton                                                         | |
| Van Zandt                                                      | Canton                    | 528,30              | 850,20              | 528                                                       | FM 17 (en) – Grand Saline                                                          | |
| Van Zandt                                                      | Canton                    | 530,10              | 853,10              | 530                                                       | FM 1255 (en) – Canton                                                              | |
| Van Zandt                                                      |                           | 533,20              | 858,10              | 533                                                       | Colfax Oakland Road                                                                | |
| Van Zandt                                                      |                           | 536,00              | 862,60              | 536                                                       | Tank Farm Road                                                                     | |
| Van Zandt                                                      |                           | 536,80              | 863,90              | 537                                                       | FM 16 (en) / FM 773 (en) – Van, Ben Wheeler                                        | |
| Van Zandt                                                      | Van                       | 540,30              | 869,50              | 540                                                       | FM 314 (en) – Van, Edom                                                            | |
| Smith                                                          |                           | 544,00              | 875,50              | 544                                                       | Willow Branch Road                                                                 | |
| Smith                                                          |                           | 547,70              | 881,40              | 548                                                       | SH 110 (en) – Grand Saline, Tyler, Van                                             | |
| Smith                                                          | Lindale                   | 551,80              | 888,00              | 552                                                       | FM 849 (en) – Hideaway                                                             | |
| Smith                                                          | Lindale                   | 552,80              | 889,60              | 553                                                       | Loop 49 Toll (en) – Mineola, Tyler                                                 | |
| Smith                                                          | Lindale                   | 553,90              | 891,40              | 554                                                       | Harvey Road                                                                        | |
| Smith                                                          | Lindale                   | 555,70              | 894,30              | 556                                                       | US 69 – Lindale, Mineola, Tyler                                                    | |
| Smith                                                          |                           | 556,80              | 896,10              | 557                                                       | Jim Hogg Road                                                                      | |
| Smith                                                          |                           | 560,60              | 902,20              | 560                                                       | Lavender Road                                                                      | |
| Smith                                                          |                           | 561,90              | 904,30              | 562                                                       | FM 14 (en) – Hawkins, Tyler, Tyler State Park                                      | |
| Smith                                                          |                           | 564,90              | 909,10              | 565                                                       | FM 2015 (en) (Driskill Lake Road)                                                  | |
| Smith                                                          |                           | 567,50              | 913,30              | 567                                                       | SH 155 (en) – University of Texas at Tyler, Winona                                 | |
| Smith                                                          |                           | 570,80              | 918,60              | 571A                                                      | US 271 – Gladewater, Tyler                                                         | |
| Smith                                                          |                           | 571,60              | 919,90              | 571B                                                      | FM 757 (en) (Starrville Omen Road)                                                 | |
| Smith                                                          |                           | 575,20              | 925,70              | 575                                                       | Barber Road                                                                        | |
| Limite Smith–Gregg                                             |                           | 579,40              | 932,50              | 579                                                       | Joy–Wright Mountain Road                                                           | |
| Gregg                                                          |                           | 582,10              | 936,80              | 582                                                       | FM 3053 (en) – Liberty City, Overton                                               | |
| Gregg                                                          |                           | 583,10              | 938,40              | 583                                                       | SH 135 (en) – Kilgore, Gladewater, Overton                                         | |
| Gregg                                                          |                           | 586,80              | 944,40              | 587                                                       | SH 42 (en) – Kilgore, White Oak                                                    | |
| Gregg                                                          |                           | 588,70              | 947,40              | 589                                                       | US 259 sud / SH 31 (en) – Kilgore, Henderson, Longview                             | Terminus ouest du multiplex avec US 259; indiqué sortie 589A (sud/ouest) et 589B (nord/est) en direction est |
| Gregg                                                          |                           | 591,10              | 951,30              | 591                                                       | FM 2011 (en) / FM 2087 (en)                                                        | |
| Gregg                                                          | Longview                  | 595,20              | 957,90              | 595                                                       | SH 322 (en) sud (Estes Parkway) / Loop 281 (en) nord – Longview                    | |
| Gregg                                                          | Longview                  | 596,00              | 959,20              | 596                                                       | US 259 nord / SH 149 (en) (Eastman Road) – Carthage                                | Terminus est du multiplex avec US 259                                                                        |
| Harrison                                                       |                           | 598,50              | 963,20              | 599                                                       | Loop 281 (en) / FM 968 (en)                                                        | |
| Harrison                                                       |                           | 603,80              | 971,70              | 604                                                       | FM 450 (en) – Hallsville                                                           | |
| Harrison                                                       |                           | 610,30              | 982,20              | 610                                                       | FM 3251 (en)                                                                       | |
| Harrison                                                       |                           | 613,70              | 987,70              | 614                                                       | SH 43 (en) – Marshall, Caddo Lake, Henderson                                       | |
| Harrison                                                       | Marshall                  | 616,70              | 992,50              | 617                                                       | US 59 – Marshall, Carthage                                                         | |
| Harrison                                                       | Marshall                  |                     |                     |                                                           | Loop 390 (en) / Future I-369                                                       | Proposé |
| Harrison                                                       |                           | 620,40              | 998,40              | 620                                                       | FM 31 (en) – Elysian Fields                                                        | |
| Harrison                                                       |                           | 623,50              | 1 003,40            | 624                                                       | FM 2199 (en) – Scottsville                                                         | |
| Harrison                                                       |                           | 628,20              | 1 011,00            | 628                                                       | US 80 ouest / Frontage Road                                                        | Terminus ouest du multiplex avec US 80                                                                       |
| Harrison                                                       | Waskom                    | 632,70              | 1 018,20            | 633                                                       | US 80 est / FM 9 (en) / FM 134 (en) – Waskom, Caddo Lake                           | Terminus est du multiplex avec US 80                                                                         |
| Harrison                                                       | Waskom                    | 634,60              | 1 021,30            | 635                                                       | Spur 156 (en) – Waskom                                                             | |
| Frontière Texas–Louisiane                                      | Frontière Texas–Louisiane | 636,08              | 1 023,67            | Centre d'information du Texas (direction ouest seulement) | Centre d'information du Texas (direction ouest seulement)                          | Centre d'information du Texas (direction ouest seulement)                                                    |
| Frontière Texas–Louisiane                                      | Frontière Texas–Louisiane | 636,08              | 1 023,67            |                                                           | I-20 est – Shreveport                                                              | Continue en Louisiane                                                                                        |
| - Terminus de multiplex - Péage - Accès incomplet - Non-ouvert |                           |                     |                     |                                                           |                                                                                    | |

### Louisiane
| Interstate 20                             |                           |        |        |                                                                                 | |                                                                                               |
| Paroisse                                  | Municipalité              | mi     | km     | Sortie                                                                          | Intersections / Destinations                                                                          | Notes                                                                                         |
| Frontière Louisiane–Texas                 | Frontière Louisiane–Texas | 0,00   | 0,00   |                                                                                 | I-20 ouest – Dallas                                                                                   | Continue au Texas                                                                             |
| Frontière Louisiane–Texas                 | Frontière Louisiane–Texas | 0,04   | 0,06   | Centre d'information du Texas (direction ouest seulement)                       | Centre d'information du Texas (direction ouest seulement)                                             | Centre d'information du Texas (direction ouest seulement)                                     |
| Caddo                                     | Greenwood                 | 2,29   | 3,69   | Aire de repos et d'accueil des visiteurs de Greenwood (direction est seulement) | Aire de repos et d'accueil des visiteurs de Greenwood (direction est seulement)                       | Aire de repos et d'accueil des visiteurs de Greenwood (direction est seulement)               |
| Caddo                                     | Greenwood                 | 3,59   | 5,78   | 3                                                                               | US 79 sud / LA 169 (en) – Carthage, Mooringsport                                                      |                                                                                               |
| Caddo                                     | Greenwood                 | 5,37   | 8,64   | 5                                                                               | US 79 nord / US 80 – Greenwood                                                                        |                                                                                               |
| Caddo                                     | Shreveport                | 8,37   | 13,47  | 8                                                                               | US 80 sud / LA 526 (en) est (Industrial Loop)                                                         |                                                                                               |
| Caddo                                     | Shreveport                | 10,27  | 16,53  | 10                                                                              | Pines Road                                                                                            |                                                                                               |
| Caddo                                     | Shreveport                | 11,35  | 18,26  | 11                                                                              | I-220 est (Bypass) vers I-49 nord LA 3132 (en) est (Inner Loop Expressway) vers I-49 sud – Alexandria | Terminus ouest de l'I-220 et LA 3132 (sorties 1B-C)                                           |
| Caddo                                     | Shreveport                | 12,75  | 20,52  | 13                                                                              | Monkhouse Drive                                                                                       |                                                                                               |
| Caddo                                     | Shreveport                | 14,67  | 23,61  | 14                                                                              | Jewella Avenue                                                                                        |                                                                                               |
| Caddo                                     | Shreveport                | 15,82  | 25,47  | 16A                                                                             | US 171 (Hearne Avenue)                                                                                |                                                                                               |
| Caddo                                     | Shreveport                | 16,40  | 26,40  | 16B                                                                             | US 79 / US 80 (Greenwood Road)                                                                        |                                                                                               |
| Caddo                                     | Shreveport                | 16,85  | 27,12  | 17A                                                                             | Lakeshore Drive, Linewood Avenue                                                                      |                                                                                               |
| Caddo                                     | Shreveport                | 17,24  | 27,74  | 17B                                                                             | I-49 sud – Alexandria                                                                                 | Sortie 206 de l'I-49                                                                          |
| Caddo                                     | Shreveport                | 18,26  | 29,39  | 18A                                                                             | Common Street, Line Avenue                                                                            | Sortie en direction ouest via sortie 18D                                                      |
| Caddo                                     | Shreveport                | 18,48  | 29,73  | 18C                                                                             | Fairfield Avenue                                                                                      | Sortie direction ouest, entrée direction est                                                  |
| Caddo                                     | Shreveport                | 18,91  | 30,43  | 18D                                                                             | Common Street, Louisiana Avenue                                                                       | Sortie direction ouest seulement                                                              |
| Caddo                                     | Shreveport                | 18,51  | 29,78  | 19A                                                                             | US 71 / LA 1 (en) (Spring Street, Market Street)                                                      | Terminus ouest du multiplex avec US 71                                                        |
| Rivière Rouge                             | Rivière Rouge             | 19,39  | 31,21  | Pont de la Rivière Rouge (Purple Hearth Recipients Highway)                     | Pont de la Rivière Rouge (Purple Hearth Recipients Highway)                                           | Pont de la Rivière Rouge (Purple Hearth Recipients Highway)                                   |
| Bossier                                   | Bossier City              | 19,55  | 31,47  | 19B                                                                             | Traffic Street                                                                                        |                                                                                               |
| Bossier                                   | Bossier City              | 20,00  | 32,18  | 20A                                                                             | Hamilton Road, Diamond Jacks Boulevard                                                                |                                                                                               |
| Bossier                                   | Bossier City              | 20,51  | 33,01  | 20B                                                                             | LA 3 (en) (Benton Road)                                                                               | Terminus est du multiplex avec US 71; sortie direction est, entrée direction ouest            |
| Bossier                                   | Bossier City              | 20,51  | 33,01  | 20C                                                                             | US 71 sud (Barksdale Boulevard)                                                                       | Terminus est du multiplex avec US 71; sortie direction est, entrée direction ouest            |
| Bossier                                   | Bossier City              | 21,11  | 33,97  | 21                                                                              | LA 72 (en) (Old Minden Road) vers US 71 sud                                                           | US 71 sud indiqué en direction ouest seulement                                                |
| Bossier                                   | Bossier City              | 22,01  | 35,42  | 22                                                                              | Airline Drive                                                                                         |                                                                                               |
| Bossier                                   | Bossier City              | 23,43  | 37,70  | 23                                                                              | Industrial Drive – Barksdale AFB                                                                      |                                                                                               |
| Bossier                                   | Bossier City              | 25,87  | 41,63  | 26                                                                              | I-220 ouest (Bypass)                                                                                  | Terminus est de l'I-220; sortie 17B de l'I-220                                                |
| Bossier                                   | Haughton                  | 32,87  | 52,90  | 33                                                                              | LA 157 (en) – Haughton, Fillmore                                                                      |                                                                                               |
| Webster                                   |                           | 38,44  | 61,86  | 38                                                                              | Goodwill Road – Camp Minden                                                                           |                                                                                               |
| Webster                                   | Dixie Inn                 | 44,17  | 71,08  | 44                                                                              | US 371 nord – Cotton Valley, Springhill                                                               | Terminus ouest du multiplex avec US 371                                                       |
| Webster                                   | Minden                    | 46,70  | 75,15  | 47                                                                              | US 371 sud / LA 159 (en) – Sibley, Minden                                                             | Terminus est du multiplex avec US 371                                                         |
| Webster                                   | Minden                    | 49,47  | 79,61  | 49                                                                              | LA 531 (en) – Minden, Dubberly                                                                        |                                                                                               |
| Webster                                   |                           | 52,17  | 83,96  | 52                                                                              | LA 532 (en) vers US 80 – Dubberly                                                                     |                                                                                               |
| Bienville                                 |                           | 54,83  | 88,25  | 55                                                                              | US 80 – Ada, Taylor                                                                                   |                                                                                               |
| Bienville                                 |                           | 60,85  | 97,92  | 61                                                                              | LA 154 (en) – Gibsland, Athens                                                                        |                                                                                               |
| Bienville                                 |                           | 67,15  | 108,06 | 67                                                                              | LA 9 (en) – Arcadia, Homer                                                                            |                                                                                               |
| Bienville                                 | Arcadia                   | 69,46  | 111,78 | 69                                                                              | LA 151 (en) – Arcadia, Dubach                                                                         |                                                                                               |
| Lincoln                                   |                           | 76,63  | 123,34 | 77                                                                              | LA 507 (en) – Simsboro                                                                                |                                                                                               |
| Lincoln                                   |                           | 77,78  | 125,17 | 78                                                                              | LA 563 (en) – Industry                                                                                |                                                                                               |
| Lincoln                                   | Grambling                 | 80,98  | 130,33 | 81                                                                              | LA 149 (en) – Grambling                                                                               |                                                                                               |
| Lincoln                                   | Ruston                    | 83,41  | 134,34 | 83                                                                              | Tarbutton Road                                                                                        |                                                                                               |
| Lincoln                                   | Ruston                    | 84,50  | 135,99 | 84                                                                              | LA 544 (en) – Ruston                                                                                  | Vers Université de Louisiana Tech                                                             |
| Lincoln                                   | Ruston                    | 85,41  | 137,45 | 85                                                                              | US 167 – Ruston, Dubach                                                                               |                                                                                               |
| Lincoln                                   | Ruston                    | 86,56  | 139,30 | 86                                                                              | LA 33 (en) – Ruston, Farmerville                                                                      |                                                                                               |
| Lincoln                                   | Choudrant                 | 92,91  | 149,52 | 93                                                                              | LA 145 (en) – Choudrant, Sibley                                                                       |                                                                                               |
| Lincoln                                   |                           | 94,93  | 152,77 | Aire de repos de Tremont (en direction est seulement)                           | Aire de repos de Tremont (en direction est seulement)                                                 | Aire de repos de Tremont (en direction est seulement)                                         |
| Lincoln                                   |                           | 96,51  | 155,32 | Aire de repos de Tremont (en direction ouest seulement)                         | Aire de repos de Tremont (en direction ouest seulement)                                               | Aire de repos de Tremont (en direction ouest seulement)                                       |
| Ouachita                                  |                           | 101,54 | 163,41 | 101                                                                             | LA 151 (en) – Calhoun, Downsville                                                                     |                                                                                               |
| Ouachita                                  |                           | 103,48 | 166,54 | 103                                                                             | US 80 – Calhoun                                                                                       |                                                                                               |
| Ouachita                                  |                           | 107,01 | 172,22 | 107                                                                             | PR 25 (Camp Road)                                                                                     |                                                                                               |
| Ouachita                                  | Cheniere                  | 108,46 | 174,56 | 108                                                                             | LA 546 (en) vers US 80 – Cheniere                                                                     |                                                                                               |
| Ouachita                                  | West Monroe               | 111,66 | 179,70 | 112                                                                             | Well Road                                                                                             |                                                                                               |
| Ouachita                                  | West Monroe               | 112,40 | 180,89 | 113                                                                             | Downing Pines Road                                                                                    |                                                                                               |
| Ouachita                                  | West Monroe               | 113,67 | 182,93 | 114                                                                             | LA 617 (en) (Thomas Road)                                                                             |                                                                                               |
| Ouachita                                  | West Monroe               | 114,96 | 185,01 | 115                                                                             | LA 34 (en) sud (Stella Street)                                                                        | Vers le centre historique et d'affaires de West Monroe                                        |
| Ouachita                                  | West Monroe               | 114,96 | 185,01 | 115                                                                             | LA 34 (en) nord (Mill Street)                                                                         | Vers le centre historique et d'affaires de West Monroe                                        |
| Ouachita                                  | West Monroe               | 115,83 | 186,41 | 116A                                                                            | Fifth Street                                                                                          |                                                                                               |
| Ouachita                                  | Limite West Monroe–Monroe | 116,53 | 187,54 | 116B                                                                            | US 165 Bus. / LA 15 (en) / Jackson Street – Centre-ville                                              | Sortie direction est, entrée direction ouest                                                  |
| Ouachita                                  | Limite West Monroe–Monroe | 115,67 | 186,16 | Pont World War II Memorial au-dessus de la rivière Ouachita                     | Pont World War II Memorial au-dessus de la rivière Ouachita                                           | Pont World War II Memorial au-dessus de la rivière Ouachita                                   |
| Ouachita                                  | Monroe                    | 116,61 | 187,67 | 117A                                                                            | Catalpa Street                                                                                        | Entrée en direction ouest seulement                                                           |
| Ouachita                                  | Monroe                    | 116,61 | 187,67 | 117A                                                                            | Hall Street                                                                                           | Sortie en direction est seulement                                                             |
| Ouachita                                  | Monroe                    | 117,12 | 188,49 | 117D                                                                            | S. Second Street / Layton Avenue                                                                      | Sortie direction ouest, entrée direction est                                                  |
| Ouachita                                  | Monroe                    | 116,86 | 188,07 | 117C                                                                            | US 165 Bus. / LA 15 (en) – Centre-ville                                                               | Pas de sortie en direction est                                                                |
| Ouachita                                  | Monroe                    | 117,56 | 189,19 | 117B                                                                            | LA 594 (en) (Texas Avenue) / 18th Street                                                              |                                                                                               |
| Ouachita                                  | Monroe                    | 118,36 | 190,48 | 118                                                                             | US 165 – Bastrop, Columbia                                                                            | Indiqué 118A (sud) et 118B (nord) en direction ouest; vers l'Université de Louisiane à Monroe |
| Ouachita                                  | Monroe                    | 119,83 | 192,85 | 120                                                                             | Garrett Road – Aéroport de Monroe                                                                     |                                                                                               |
| Ouachita                                  | Millhaven                 | 123,72 | 199,10 | 124                                                                             | LA 594 (en) – Millhaven                                                                               |                                                                                               |
| Richland                                  | Start                     | 131,51 | 211,64 | 132                                                                             | LA 133 (en) – Start, Columbia                                                                         |                                                                                               |
| Richland                                  | Rayville                  | 137,64 | 221,51 | 138                                                                             | US 425 – Rayville, Archibald                                                                          |                                                                                               |
| Richland                                  |                           | 141,24 | 227,31 | 141                                                                             | LA 583 (en) (Bee Bayou Road)                                                                          |                                                                                               |
| Richland                                  |                           | 145,28 | 233,80 | 145                                                                             | LA 183 (en) / PR 202 – Holly Ridge                                                                    |                                                                                               |
| Richland                                  |                           | 147,96 | 238,11 | 148                                                                             | LA 609 (en) – Dunn                                                                                    |                                                                                               |
| Richland                                  | Delhi                     | 153,14 | 246,45 | 153                                                                             | LA 17 (en) – Delhi, Winnsboro                                                                         |                                                                                               |
| Madison                                   |                           | 157,57 | 253,59 | 157                                                                             | LA 577 (en) – Waverly                                                                                 |                                                                                               |
| Madison                                   | Tallulah                  | 170,96 | 275,13 | 171                                                                             | US 65 – Tallulah, Vidalia                                                                             |                                                                                               |
| Madison                                   | Richmond                  | 172,32 | 277,82 | 173                                                                             | LA 602-1 (en) – Richmond                                                                              |                                                                                               |
| Madison                                   | Mound                     | 182,36 | 293,47 | 182                                                                             | LA 602-2 (en) – Mound                                                                                 |                                                                                               |
| Madison                                   | Delta                     | 183,94 | 296,02 | Aire de repos et d'accueil des visiteurs de Mond (direction ouest seulement)    | Aire de repos et d'accueil des visiteurs de Mond (direction ouest seulement)                          | Aire de repos et d'accueil des visiteurs de Mond (direction ouest seulement)                  |
| Madison                                   | Delta                     | 185,78 | 298,98 | 186                                                                             | US 80 ouest / LA 3218 (en) – Delta                                                                    | Terminus ouest du multiplex avec US 80                                                        |
| Fleuve Mississippi                        | Fleuve Mississippi        | 187,76 | 302,18 | Pont Vicksburg                                                                  | Pont Vicksburg                                                                                        | Pont Vicksburg                                                                                |
| Fleuve Mississippi                        | Fleuve Mississippi        | 187,76 | 302,18 |                                                                                 | I-20 est / US 80 est – Vicksburg                                                                      | Continue au Mississippi                                                                       |
| - Terminus de multiplex - Accès incomplet |                           |        |        |                                                                                 | |                                                                                               |

### Mississippi
| Interstate 20                             |                    |        |        |                |                                                                             | |
| Comté                                     | Municipalité       | mi     | km     | Sortie         | Intersections / Destinations                                                | Notes |
| Fleuve Mississippi                        | Fleuve Mississippi | 0,00   | 0,00   |                | I-20 ouest / US 80 ouest – Monroe                                           | Continue en Louisiane |
| Fleuve Mississippi                        | Fleuve Mississippi | 0,00   | 0,00   | Pont Vicksburg |                                                                             | |
| Warren                                    | Vicksburg          | 0,44   | 0,71   | 1A             | Washington Street / Warrenton Road                                          | |
| Warren                                    | Vicksburg          | 1,19   | 1,92   | 1B             | US 61 sud – Natchez, Baton-Rouge                                            | Terminus ouest du multiplex avec US 61                                                                                         |
| Warren                                    | Vicksburg          | 1,94   | 3,12   | 1C             | Halls Ferry Road                                                            | |
| Warren                                    | Vicksburg          | 3,21   | 5,17   | 3              | Indiana Avenue                                                              | |
| Warren                                    | Vicksburg          | 4,65   | 7,48   | 4              | Clay Street – Vicksburg National Military Park                              | Indiqué sortie 4A (est) et 4B (ouest); sortie en direction ouest vers Clay Street est et entrée en direction est via sortie 5A |
| Warren                                    | Vicksburg          | 5,51   | 8,87   | 5A             | US 61 nord – Rolling Fork, Yazoo City, Memphis                              | Terminus est du multiplex avec US 61                                                                                           |
| Warren                                    | Vicksburg          | 5,51   | 8,87   | 5B             | MS 27 (en) sud – Utica                                                      | |
| Warren                                    |                    | 11,15  | 17,94  | 11             | Bovina                                                                      | |
| Warren                                    |                    | 15,11  | 24,32  | 15             | Flowers                                                                     | |
| Hinds                                     |                    | 19,60  | 31,54  | 19             | MS 22 (en) – Flora, Edwards                                                 | |
| Hinds                                     | Bolton             | 27,58  | 44,39  | 27             | Bolton                                                                      | |
| Hinds                                     |                    | 31,69  | 51,00  | 31             | Norrell Road                                                                | |
| Hinds                                     | Clinton            | 34,14  | 54,94  | 34             | Natchez Trace Parkway                                                       | |
| Hinds                                     | Clinton            | 35,25  | 56,73  | 35             | US 80 est / Clinton-Raymond Road                                            | Terminus est du multiplex avec US 80                                                                                           |
| Hinds                                     | Clinton            | 36,15  | 58,18  | 36             | Springridge Road                                                            | |
| Hinds                                     | Jackson            | 40,30  | 64,86  | 40             | MS 18 (en) ouest / Robinson Road – Raymond                                  | Indiqué sortie 40A (ouest) et 40B (est) en direction ouest                                                                     |
| Hinds                                     | Jackson            | 41,35  | 66,55  | 41             | I-220 / US 49 nord – North Jackson, Yazoo City                              | Terminus ouest du multiplex avec US 49; sorties non numérotées de l'I-220                                                      |
| Hinds                                     | Jackson            | 42,64  | 68,62  | 42             | Ellis Avenue                                                                | Indiqué sortie 42A (sud) et 42B (nord)                                                                                         |
| Hinds                                     | Jackson            | 43,82  | 70,52  | 43             | Terry Road                                                                  | Indiqué sortie 43A (sud) et 43B (nord)                                                                                         |
| Hinds                                     | Jackson            | 44,23  | 71,18  | 44             | I-55 sud / US 51 sud / McDowell Road – McComb, Nouvelle-Orléans             | Terminus ouest du multiplex avec I-55; sortie 92C de l'I-55                                                                    |
| Hinds                                     | Jackson            | 45,08  | 72,55  | 45A            | Gallatin Street                                                             | Sortie en direction est fait partie de la sortie 45                                                                            |
| Hinds                                     | Jackson            | 45,51  | 73,24  | 45B            | US 51 nord (Slate Street)                                                   | Indiqué sortie 45 en direction est                                                                                             |
| Rankin                                    | Richland           | 46,17  | 74,30  | 46             | I-55 nord – Grenada, North Jackson, Memphis                                 | Terminus est du multiplex avec I-55; sortie 94 de l'I-55                                                                       |
| Rankin                                    | Richland           | 47,16  | 75,90  | 47             | US 49 sud – Hattiesburg, Flowood                                            | Terminus est du multiplex avec US 49; indiqué sortie 47A (sud) et 47B (nord) en direction est                                  |
| Rankin                                    | Pearl              | 48,72  | 78,41  | 48             | MS 468 (en) – Pearl                                                         | |
| Rankin                                    | Pearl              | 52,32  | 84,20  | 52             | MS 475 (en) – Aéroport Jackson-Evers                                        | |
| Rankin                                    | Brandon            | 54,53  | 87,76  | 54             | MS 18 (en) est – Puckett, Raleigh                                           | |
| Rankin                                    | Brandon            | 56,61  | 91,10  | 56             | US 80 – Centre-ville de Brandon                                             | |
| Rankin                                    | Brandon            | 59,70  | 96,08  | 59             | US 80 – East Brandon                                                        | |
| Rankin                                    | Pelahatchie        | 68,65  | 110,48 | 68             | MS 43 (en) – Puckett, Pelahatchie                                           | |
| Scott                                     |                    | 76,90  | 123,76 | 77             | MS 13 (en) – Puckett, Morton                                                | |
| Scott                                     |                    | 80,04  | 128,81 | 80             | MS 481 (en) – Raleigh, Morton                                               | |
| Scott                                     | Forest             | 88,04  | 141,69 | 88             | MS 35 (en) – Raleigh, Forest                                                | |
| Scott                                     |                    | 96,57  | 155,41 | 96             | Lake                                                                        | |
| Newton                                    |                    | 99,94  | 160,84 | 100            | US 80 – Lake, Lawrence                                                      | |
| Newton                                    | Newton             | 108,92 | 175,29 | 109            | MS 15 (en) – Newton, Philadelphia                                           | |
| Newton                                    |                    | 114,48 | 184,24 | 115            | MS 503 (en) – Hickory, Decatur                                              | |
| Newton                                    |                    | 121,10 | 194,89 | 121            | Chunky                                                                      | |
| Lauderdale                                | Meridian           | 129,30 | 208,09 | 129            | US 80 ouest – Lost Gap, Meehan Junction                                     | Terminus ouest du multiplex avec US 80                                                                                         |
| Lauderdale                                | Meridian           | 130,74 | 210,41 | 130            | I-59 sud – Laurel, Nouvelle-Orléans                                         | Terminus ouest du multiplex avec I-59                                                                                          |
| Lauderdale                                | Meridian           | 133,00 | 214,04 | 150            | US 11 sud / MS 19 (en) nord – Aéroport de Meridian, Philadelphia            | Terminus ouest du multiplex avec US 11 / MS 19 Les sorties suivent les bornes de l'I-59                                        |
| Lauderdale                                | Meridian           | 133,47 | 214,80 | 151            | Valley Road, 49th Avenue                                                    | |
| Lauderdale                                | Meridian           | 134,42 | 216,33 | 152            | 29th Avenue                                                                 | |
| Lauderdale                                | Meridian           | 135,63 | 218,28 | 153            | MS 145 (en) sud / 22nd Avenue – Quitman                                     | |
| Lauderdale                                | Meridian           | 137,08 | 220,61 | 154            | MS 19 (en) sud / MS 39 (en) nord / US 11 nord / US 80 est – Butler, De Kalb | Terminus est du multiplex avec US 11 / MS 19 / US 80; indiqué sortie 154A (sud) et 154B (nord) en direction est                |
| Lauderdale                                | Meridian           | 138,43 | 222,78 | 156            | Jimmy Rodgers Parkway                                                       | |
| Lauderdale                                | Meridian           | 139,51 | 224,52 | 157            | US 45 – Quitman, Macon                                                      | Indiqué sortie 157A (sud) et 157B (nord)                                                                                       |
| Lauderdale                                |                    | 142,94 | 230,04 | 160            | Russell                                                                     | |
| Lauderdale                                |                    | 147,46 | 237,31 | 165            | Toomsuba                                                                    | |
| Lauderdale                                |                    | 151,12 | 243,20 | 169            | US 11 / US 80                                                               | |
| Lauderdale                                |                    | 154,42 | 248,51 |                | I-20 est / I-59 nord – Birmingham                                           | Continue en Alabama |
| - Terminus de multiplex - Accès incomplet |                    |        |        |                |                                                                             | |

### Alabama
| Interstate 20                                          |                    |        |        |                                         | | |
| Comté                                                  | Municipalité       | mi     | km     | Sortie                                  | Intersections / Destinations                                                                                        | Notes |
| Sumter                                                 |                    | 0,00   | 0,00   |                                         | I-20 ouest / I-59 sud – Meridian                                                                                    | Continue au Mississippi                                                                                         |
| Sumter                                                 |                    | 0,80   | 1,29   | 1                                       | vers US 80 – Cuba, Demopolis                                                                                        | |
| Sumter                                                 |                    |        |        | 3                                       | I-85 nord – Montgomery                                                                                              | Échangeur proposé; futur terminus sud de l'I-85                                                                 |
| Sumter                                                 |                    | 8,04   | 12,94  | 8                                       | SR 17 (en) – York                                                                                                   | |
| Sumter                                                 |                    | 17,06  | 27,45  | 17                                      | SR 28 (en) – Livingston, Boyd                                                                                       | |
| Sumter                                                 |                    | 23,14  | 27,24  | 23                                      | CR 20 vers SR 39 (en) – Gainesville, Epes                                                                           | |
| Greene                                                 |                    | 32,23  | 51,87  | 32                                      | CR 20 – Boligee, West Greene                                                                                        | |
| Greene                                                 |                    | 40,77  | 65,61  | 40                                      | SR 14 (en) – Aliceville, Eutaw                                                                                      | |
| Greene                                                 |                    | 45,33  | 72,96  | 45                                      | CR 208 – Union | |
| Greene                                                 |                    | 52,24  | 84,08  | 52                                      | US 11 / US 43 – Knoxville                                                                                           | |
| Tuscaloosa                                             |                    | 62,47  | 100,53 | 62                                      | SR 300 (en) – Fosters                                                                                               | |
| Tuscaloosa                                             | Tuscaloosa         | 68,03  | 109,49 | 68                                      | Northport Tuscaloosa Western Bypass                                                                                 | |
| Tuscaloosa                                             | Tuscaloosa         | 71,37  | 114,85 | 71                                      | I-359 nord / US 11 / SR 69 (en) – Tuscaloosa, Moundville                                                            | Indiqué sortie 71A (sud) et 71B (nord); terminus sud de l'I-359; sortie 0 de l'I-359                            |
| Tuscaloosa                                             | Tuscaloosa         | 73,00  | 117,49 | 73                                      | US 82 (McFarland Boulevard)                                                                                         | |
| Tuscaloosa                                             | Tuscaloosa         | 75,96  | 122,25 | 76                                      | US 11 – Cottondale, East Tuscaloosa                                                                                 | |
| Tuscaloosa                                             | Tuscaloosa         | 77,10  | 124,08 | 77                                      | Cottondale | |
| Tuscaloosa                                             |                    | 79,90  | 128,58 | 79                                      | US 11 – Coaling, Cottondale                                                                                         | |
| Tuscaloosa                                             |                    | 86,30  | 138,88 | 86                                      | Brookwood, Vance | |
| Tuscaloosa                                             |                    | 89,25  | 143,64 | 89                                      | Mercedes Drive | |
| Tuscaloosa                                             |                    | 97,14  | 156,33 | 97                                      | US 11 sud / SR 5 (en) sud – West Bloccton, Centreville                                                              | Terminus sud/ouest du multiplex avec US 11 / SR 5                                                               |
| Tuscaloosa                                             |                    | 100,29 | 161,40 | 100                                     | Abernant, Bucksville                                                                                                | |
| Jefferson                                              |                    | 104,16 | 167,62 | 104                                     | Rock Mountain Lake                                                                                                  | |
| Jefferson                                              |                    | 106,20 | 170,91 | 106                                     | I-422 nord / I-459 nord – Gadsden, Montgomery, Atlanta                                                              | Échangeur proposé; sortie 0 de l'I-459 en direction sud; terminus sud de l'I-459; futur terminus sud de l'I-422 |
| Jefferson                                              | Bessemer           | 108,40 | 174,45 | 108                                     | US 11 nord / SR 5 (en) nord                                                                                         | Terminus nord/est du multiplex avec US 11 et SR 5                                                               |
| Jefferson                                              | Bessemer           | 110,02 | 177,06 | 110                                     | Splash Adventure Parkway                                                                                            | |
| Jefferson                                              | Bessemer           | 112,34 | 180,80 | 112                                     | 118th / 119th Street                                                                                                | |
| Jefferson                                              | Brighton           | 113,28 | 182,31 | 113                                     | 118th Avenue – Brighton                                                                                             | |
| Jefferson                                              | Midfield           | 115,52 | 185,91 | 115                                     | Allison-Bonnett Memorial Drive, Jaybird Road                                                                        | |
| Jefferson                                              | Fairfield          | 118,30 | 190,39 | 118                                     | Valley Road – Fairfield                                                                                             | |
| Jefferson                                              | Birmingham         | 119,03 | 191,55 | 119                                     | Lloyd Nolan Parkway                                                                                                 | Indiqué sortie 119A en direction sud                                                                            |
| Jefferson                                              | Birmingham         | 119,73 | 192,68 | 119B                                    | Avenue I | Sortie direction sud/ouest, entrée direction nord/est                                                           |
| Jefferson                                              | Birmingham         | 120,93 | 194,62 | 120                                     | SR 269 (en) (20th Street / Ensley Avenue)                                                                           | |
| Jefferson                                              | Birmingham         | 121,24 | 195,11 | 121                                     | Bush Boulevard | Sortie direction sud/ouest, entrée direction nord/est                                                           |
| Jefferson                                              | Birmingham         | 123,37 | 198,55 | 123                                     | SR 78 (en) (Arkdelphia Road) / SR 5 (en) – Jasper                                                                   | |
| Jefferson                                              | Birmingham         | 124,74 | 200,75 | 124                                     | I-65 – Montgomery, Huntsville                                                                                       | Indiqué 124A (6th Avenue Nord), 124B (I-65 sud) et 124C (I-65 nord); sortie 261B-C de l'I-65                    |
| Jefferson                                              | Birmingham         | 125,22 | 201,52 | 124D                                    | 17th Street – Centre-ville de Birmingham                                                                            | Sortie en direction nord/est                                                                                    |
| Jefferson                                              | Birmingham         | 125,64 | 202,20 | 125B                                    | 22nd Street – Centre-ville de Birmingham                                                                            | |
| Jefferson                                              | Birmingham         | 126,24 | 203,16 | 126A                                    | US 31 (Carraway Boulevard / Elton B. Stephens Expressway) / US 280 est                                              | |
| Jefferson                                              | Birmingham         | 126,83 | 204,11 | 126B                                    | 31st Street Nord | |
| Jefferson                                              | Birmingham         | 128,26 | 206,41 | 128                                     | SR 79 (en) (Tallapoosa Street)                                                                                      | |
| Jefferson                                              | Birmingham         | 129,62 | 208,61 | 129                                     | Airport Boulevard                                                                                                   | |
| Jefferson                                              | Birmingham         | 130,30 | 209,70 | 130A                                    | I-59 nord – Gadsden                                                                                                 | Terminus est du multiplex avec l'I-59                                                                           |
| Jefferson                                              | Birmingham         | 130,57 | 210,13 | 130B                                    | US 11 (1st Avenue nord) / 1st Avenue sud                                                                            | |
| Jefferson                                              | Birmingham         | 132,42 | 213,10 | 132A                                    | Oporto-Madrid Boulevard vers US 78                                                                                  | Sortie direction est, entrée direction ouest                                                                    |
| Jefferson                                              | Birmingham         | 132,74 | 213,62 | 132B                                    | Montevallo Road vers US 78                                                                                          | |
| Jefferson                                              | Irondale           | 133,85 | 215,41 | 133                                     | Kilgore Memorial Drive vers US 78                                                                                   | |
| Jefferson                                              | Irondale           | 136,31 | 219,37 | 135                                     | Old Leeds Road vers US 78                                                                                           | |
| Jefferson                                              | Irondale           | 137,03 | 220,52 | 136                                     | I-459 – Montgomery, Tuscaloosa, Gadsden                                                                             | Sortie29 de l'I-459                                                                                             |
| Jefferson                                              | Leeds              | 140,11 | 225,48 | 140                                     | US 78 (Parkway Drive) – Leeds                                                                                       | |
| St. Clair                                              | Leeds              | 144,55 | 232,62 | 144                                     | US 411 (Ashville Road) – Leeds, Moody, Odenville                                                                    | Indiqué 144A (sud) et 144B (nord)                                                                               |
| St. Clair                                              | Moody              | 147,30 | 237,06 | 147                                     | Moody | |
| St. Clair                                              |                    | 152,14 | 244,85 | 152                                     | Cook Springs | |
| St. Clair                                              |                    | 153,73 | 247,41 | 153                                     | US 78 ouest – Chula Vista                                                                                           | Terminus ouest du multiplex avec US 78                                                                          |
| St. Clair                                              | Pell City          | 156,56 | 251,97 | 156                                     | US 78 est – Eden, Pell City, Odenville                                                                              | Terminus est du multiplex avec US 78                                                                            |
| St. Clair                                              | Pell City          | 158,82 | 255,59 | 158                                     | US 231 (Martin Street) – Ashville, Pell City                                                                        | |
| St. Clair                                              | Riverside          | 162,91 | 262,18 | 162                                     | US 78 – Riverside, Pell City                                                                                        | |
| Rivière Coosa                                          | Rivière Coosa      | 164,75 | 265,14 | Pont au-dessus de la Rivière Coosa      | Pont au-dessus de la Rivière Coosa                                                                                  | Pont au-dessus de la Rivière Coosa                                                                              |
| Talladega                                              | Lincoln            | 165,09 | 265,69 | 165                                     | Embry, Lincoln | |
| Talladega                                              | Lincoln            | 168,11 | 270,54 | 168                                     | SR 77 (en) – Talladega, Lincoln                                                                                     | |
| Talladega                                              |                    | 173,12 | 278,62 | 173                                     | John N. Willis Avenue – Eastaboga, Talladega Superspeedway, Temple international de la renommée du sport automobile | |
| Talladega                                              | Oxford             | 179,73 | 289,25 | 179                                     | SR 202 (en) est – Munford, Coldwater                                                                                | |
| Calhoun                                                | Oxford             | 185,54 | 298,59 | 185                                     | SR 21 (en) (Quintard Drive) – Oxford, Anniston, Jacksonville                                                        | |
| Calhoun                                                | Anniston           | 188,03 | 302,61 | 188                                     | US 431 nord vers US 78 / Leon Smith Parkway – Oxford, Anniston, Jacksonville                                        | Terminus ouest du multiplex avec US 431                                                                         |
| Calhoun                                                |                    | 191,86 | 308,77 | 191                                     | US 431 sud / vers US 78 – Wedowee                                                                                   | Terminus est du multiplex avec US 431                                                                           |
| Cleburne                                               | Heflin             | 199,37 | 320,61 | 199                                     | SR 9 (en) (Almon Street) – Heflin, Hollins                                                                          | |
| Cleburne                                               | Heflin             | 205,05 | 330,00 | 205                                     | SR 46 (en) – Ranburne                                                                                               | |
| Cleburne                                               | Rivière Tallapoosa | 209,31 | 336,86 | Pont au-dessus de la Rivière Tallapoosa | Pont au-dessus de la Rivière Tallapoosa                                                                             | Pont au-dessus de la Rivière Tallapoosa                                                                         |
| Cleburne                                               |                    | 210,27 | 338,39 | 210                                     | CR 49 – Ranburne, Muscadine                                                                                         | |
| Cleburne                                               |                    | 214,78 | 345,65 |                                         | I-20 est – Atlanta                                                                                                  | Continue en Géorgie                                                                                             |
| - Terminus de multiplex - Accès incomplet - Non-ouvert |                    |        |        |                                         | | |

### Géorgie
| Interstate 20                                          |                                                        |                     |                     |                                                                          | | |
| Comté                                                  | Municipalité                                           | mi                  | km                  | Sortie                                                                   | Intersections / Destinations | Notes |
| Haralson                                               |                                                        | 0,00                | 0,00                |                                                                          | I-20 ouest – Birmingham | Continue en Alabama |
| Haralson                                               |                                                        | 1,32                | 2,12                | Centre d'information touristique de la Géorgie (direction est seulement) | Centre d'information touristique de la Géorgie (direction est seulement)                                                                  | Centre d'information touristique de la Géorgie (direction est seulement)                                                                                        |
| Haralson                                               | Tallapoosa                                             | 4,67                | 7,52                | 5                                                                        | SR 100 (en) – Tallapoosa, Bowdon | |
| Haralson                                               |                                                        | 8,95                | 14,40               | 9                                                                        | Waco Road | |
| Carroll                                                |                                                        | 11,11               | 17,88               | 11                                                                       | US 27 – Bremen, Carrollton, University of West Georgia                                                                                    | |
| Carroll                                                |                                                        | 14,99               | 24,12               | Poste de pesée (direction ouest seulement)                               | Poste de pesée (direction ouest seulement)                                                                                                | Poste de pesée (direction ouest seulement) |
| Carroll                                                | Temple                                                 | 18,70               | 30,09               | 19                                                                       | SR 113 (en) – Temple | |
| Carroll                                                | Villa Rica                                             | 23,81               | 38,32               | 24                                                                       | SR 61 (en) / SR 101 (en) – Villa Rica, Dallas                                                                                             | |
| Douglas                                                |                                                        | 26,05               | 41,92               | 26                                                                       | Liberty Road – Villa Rica | |
| Douglas                                                |                                                        | 30,00               | 48,28               | 30                                                                       | Post Road | |
| Douglas                                                | Douglasville                                           | 34,15               | 54,96               | 34                                                                       | SR 5 (en) (Bill Arp Road) – Douglasville                                                                                                  | |
| Douglas                                                | Douglasville                                           | 35,62               | 57,32               | 36                                                                       | Chapel Hill Road | |
| Douglas                                                | Douglasville                                           | 37,39               | 60,17               | 37                                                                       | SR 92 (en) (Fairburn Road) – Douglasville                                                                                                 | |
| Douglas                                                | Limite Douglasville – Lithia Springs                   | 41,26               | 66,40               | 41                                                                       | Lee Road – Lithia Springs | |
| Douglas                                                |                                                        | 43,47               | 69,96               | Pont Blair au-dessus de Sweetwater Creek                                 | Pont Blair au-dessus de Sweetwater Creek                                                                                                  | Pont Blair au-dessus de Sweetwater Creek |
| Douglas                                                | Lithia Springs                                         | 44,00               | 70,81               | 44                                                                       | SR 6 (en) (Thornton Road) – Austell, Powder Springs                                                                                       | |
| Cobb                                                   |                                                        | 46,60               | 75,00               | 46                                                                       | Riverside Parkway – Six Flags over Georgia                                                                                                | |
| Cobb                                                   | Mableton                                               | 47,10               | 75,80               | 47                                                                       | Six Flags Parkway – Six Flags over Georgia                                                                                                | Sortie direction ouest, entrée direction est |
| Fulton                                                 |                                                        | 48,57               | 78,17               | 49                                                                       | SR 70 (en) (Fulton Industrial Boulevard) – Aéroport du comté de Fulton                                                                    | |
| Fulton                                                 | Atlanta                                                | 50,57               | 81,38               | 51                                                                       | I-285 (Atlanta Bypass) – Montgomery, Macon, Chattanooga, Greenville                                                                       | Indiqué sortie 51A (sud) et 51B (nord); sortie 10A-B de l'I-285                                                                                                 |
| Fulton                                                 | Atlanta                                                | 52,07               | 83,80               | 52                                                                       | SR 280 (en) (Hamilton E. Holmes Drive) | Indiqué sortie 52A (sud) et 52B (nord) en direction ouest |
| Fulton                                                 | Atlanta                                                | 53,63               | 86,31               | 53                                                                       | vers SR 139 (en) (Martin Luther King Jr. Drive)                                                                                           | |
| Fulton                                                 | Atlanta                                                | 54,52               | 87,74               | 54                                                                       | Langhorn Street vers Cascade Road | Sortie direction ouest, entrée direction est |
| Fulton                                                 | Atlanta                                                | 55,34               | 89,06               | 55A                                                                      | Lowery Boulevard | |
| Fulton                                                 | Atlanta                                                | 55,55               | 89,40               | 55B                                                                      | Lee Street | Sortie direction ouest, entrée direction est |
| Fulton                                                 | Atlanta                                                | 56,19               | 90,43               | 56A                                                                      | US 19 / US 29 / Whitehall Street / McDaniel Street)                                                                                       | Sortie direction est, entrée direction ouest |
| Fulton                                                 | Atlanta                                                | 56,54               | 90,99               | 56B                                                                      | Windsor Street / Spring Street | |
| Fulton                                                 | Atlanta                                                | 57,01               | 91,75               | 57                                                                       | I-75 / I-85 – Macon, Montgomery, Chattanooga, Greenville                                                                                  | Sortie 247 de l'I-75 / I-85 |
| Fulton                                                 | Atlanta                                                | 57,15               | 91,97               | 58A                                                                      | Capitol Avenue – Centre-ville | Sortie direction ouest, entrée direction est |
| Fulton                                                 | Atlanta                                                | 57,65               | 92,78               | 58B                                                                      | Hill Street – Center Parc Stadium | Sortie direction ouest, entrée direction est |
| Fulton                                                 | Atlanta                                                | 58,29               | 93,81               | 59A                                                                      | Boulevard – Zoo d'Atlanta | |
| Fulton                                                 | Atlanta                                                | 58,86               | 94,73               | 59B                                                                      | Vers Memorial Drive / Glenwood Avenue | Sortie direction est, entrée direction ouest |
| Limite Fulton – DeKalb                                 | Atlanta                                                | 59,39               | 95,58               | 60                                                                       | US 23 (Moreland Avenue) | Indiqué sortie 60A (sud) et 60B (nord) en direction est |
| DeKalb                                                 | Atlanta                                                | 60,25               | 96,96               | 61A                                                                      | Maynard Terrace | Sortie direction est, entrée direction ouest |
| DeKalb                                                 | Atlanta                                                | 60,73               | 97,74               | 61B                                                                      | SR 260 (en) (Glenwood Avenue) | |
| DeKalb                                                 | Atlanta                                                | 61,74               | 99,36               | 62                                                                       | Flat Shoals Road | Sortie direction est, entrée direction ouest |
| DeKalb                                                 | Tripoitnt Gresham Park – Pantherville – Candler-McAfee | 62,92               | 101,26              | 63                                                                       | Flat Shoals Road / Gresham Road | |
| DeKalb                                                 | Limite Pantherville – Candler-McAfee                   | 65,18               | 104,90              | 65                                                                       | SR 155 (en) (Candler Road) – Decatur | |
| DeKalb                                                 | Limite Pantherville – Candler-McAfee                   | 66,33               | 106,75              | 66                                                                       | Columbia Drive | Sortie direction est, entrée direction ouest |
| DeKalb                                                 | Limite Pantherville – Candler-McAfee                   | 66,95               | 107,75              | 67                                                                       | I-285 (Atlanta Bypass) – Macon, Aéroport d'Atlanta, Chattanooga, Greenville                                                               | Sortie 46 de l'I-285 sud, 46A-B de l'I-285 nord; indiqué sortie 67A (sud) et 67B (nord) en direction ouest                                                      |
| DeKalb                                                 |                                                        | 68,37               | 110,03              | 68                                                                       | Wesley Chapel Road / Snapfinger Road | |
| DeKalb                                                 |                                                        | 71,21               | 114,60              | 71                                                                       | Panola Road | |
| DeKalb                                                 |                                                        | 73,49               | 118,27              | 74                                                                       | Evans Mill Road / Lithonia Industrial Boulevard – Lithonia                                                                                | |
| DeKalb                                                 |                                                        | 75,97               | 122,26              | 75                                                                       | US 278 (Turner Hill Road) / SR 12 (en) / SR 124 (en) – Snellville                                                                         | Terminus ouest du multiplex avec US 278 / SR 12 |
| Rockdale                                               |                                                        | 77,86               | 125,30              | 78                                                                       | Sigman Road | |
| Rockdale                                               | Conyers                                                | 80,29               | 129,21              | 80                                                                       | West Avenue – Conyers | |
| Rockdale                                               | Conyers                                                | 81,88               | 131,77              | 82                                                                       | SR 20 (en) / SR 138 (en) – Conyers, Monroe, Athens                                                                                        | |
| Rockdale                                               |                                                        | 83,91               | 135,04              | 84                                                                       | SR 162 (en) (Salem Road) | |
| Newton                                                 |                                                        | 87,53               | 140,87              | 88                                                                       | Almon Road – Porterdale | |
| Newton                                                 | Covington                                              | 90,22               | 145,20              | 90                                                                       | US 278 est – Covington, Oxford | Terminus est du multiplex avec US 278 |
| Newton                                                 | Covington                                              | 92,14               | 148,28              | 92                                                                       | Alcovy Road | |
| Newton                                                 |                                                        | 93,30               | 150,15              | 93                                                                       | SR 142 (en) (Hazelbrand Road) – Covington, Oxford                                                                                         | |
| Newton                                                 |                                                        | 97,63               | 157,12              | 98                                                                       | SR 11 (en) – Monroe, Monticello, Charlie Elliot Wildlife Center, Social Circle, Mansfield                                                 | |
| Newton                                                 | Social Circle                                          | 100,56              | 161,84              | 101                                                                      | US 278 est – Siège social de la Division des ressources fauniques de Géorgie                                                              | |
| Walton                                                 | Pas d'intersections                                    | Pas d'intersections | Pas d'intersections | Pas d'intersections                                                      | Pas d'intersections | Pas d'intersections |
| Morgan                                                 |                                                        | 102,78              | 165,41              | Aire de repos (direction est seulement)                                  | Aire de repos (direction est seulement)                                                                                                   | Aire de repos (direction est seulement) |
| Morgan                                                 |                                                        | 104,70              | 168,50              | 105                                                                      | Newborn Road – Rutledge, Newborn, Hard Labor Creek State Park                                                                             | |
| Morgan                                                 |                                                        | 107,92              | 173,68              | Aire de repos (direction ouest seulement)                                | Aire de repos (direction ouest seulement)                                                                                                 | Aire de repos (direction ouest seulement) |
| Morgan                                                 | Madison                                                | 112,77              | 181,49              | 113                                                                      | SR 83 (en) – Madison, Monticello | |
| Morgan                                                 | Madison                                                | 114,27              | 183,90              | 114                                                                      | US 129 / US 441 (Eatonton Road) – Madison, Eatonton, Athens, Milledgeville, Université de Géorgie, Rock Eagle, Lake Oconee, Lake Sinclair | |
| Morgan                                                 |                                                        | 121,04              | 194,79              | 121                                                                      | Seven Island Road – Buckhead, Lake Oconee                                                                                                 | |
| Greene                                                 | Greensboro                                             | 130,14              | 209,44              | 130                                                                      | SR 44 (en) (Lake Oconee Parkway) – Greensboro, Eatonton, Lake Oconee                                                                      | |
| Greene                                                 | Siloam                                                 | 137,41              | 221,14              | 138                                                                      | SR 77 (en) vers SR 15 (en) – Siloam, Union Point, Sparta, Sandersville                                                                    | |
| Taliaferro                                             |                                                        | 147,49              | 237,36              | 148                                                                      | SR 22 (en) – Crawfordville, Sparta, Washington                                                                                            | |
| Warren                                                 |                                                        | 154,10              | 248,00              | 154                                                                      | US 278 – Warrenton, Washington | |
| Warren                                                 |                                                        | 159,38              | 256,50              | 160                                                                      | Cadley Road – Norwood | |
| Warren                                                 |                                                        | 165,04              | 265,61              | 165                                                                      | SR 80 (en) – Camak | |
| McDuffie                                               |                                                        | 168,73              | 271,54              | 169                                                                      | Three Points Road – Thomson | |
| McDuffie                                               |                                                        | 171,80              | 276,49              | 172                                                                      | US 78 / SR 17 (en) (Washington Road) – Thomson, Washington, Lincolnton                                                                    | |
| McDuffie                                               |                                                        | 175,02              | 281,67              | 175                                                                      | SR 150 (en) (Cobbham Road) – Thomson, Mistletoe State Park                                                                                | |
| Columbia                                               |                                                        | 181,46              | 292,03              | Aire de repos (direction est seulement)                                  | Aire de repos (direction est seulement)                                                                                                   | Aire de repos (direction est seulement) |
| Columbia                                               |                                                        | 181,91              | 292,76              | Aire de repos (direction ouest seulement)                                | Aire de repos (direction ouest seulement)                                                                                                 | Aire de repos (direction ouest seulement) |
| Columbia                                               |                                                        | 182,66              | 293,96              | 183                                                                      | US 221 / SR 47 (en) (Appling-Harlem Road) – Appling, Harlem, Clarks Hill Lake                                                             | |
| Columbia                                               |                                                        | 187,20              | 301,27              | Poste de pesée (direction est seulement)                                 | Poste de pesée (direction est seulement)                                                                                                  | Poste de pesée (direction est seulement) |
| Columbia                                               |                                                        | 187,47              | 301,70              | Poste de pesée (direction ouest seulement)                               | Poste de pesée (direction ouest seulement)                                                                                                | Poste de pesée (direction ouest seulement) |
| Columbia                                               |                                                        | 189,42              | 304,84              | 190                                                                      | SR 388 (en) (Horizon South Parkway / Lewiston Road) – Grovetown                                                                           | |
| Columbia                                               | Limite Evans – Martinez                                | 193,38              | 311,21              | 194                                                                      | SR 383 (en) (Jimmie Dyess Parkway / South Belair Road) – Evans, Fort Gordon                                                               | |
| Limite Columbia – Richmond                             | Limite Martinez – Augusta                              | 194,79              | 313,48              | 195                                                                      | Wheeler Road | |
| Richmond                                               | Augusta                                                | 196,20              | 315,75              | 196                                                                      | I-520 est / SR 232 (en) ouest (Bobby Jones Expressway) / Walton Way Ext – Martinez, Aéroport Daniel Field                                 | Sortie 1 de l'I-520; indiqué sortie 196A (est) et 196B (ouest) en direction est; terminus ouest de l'I-520; accès à Walton Way Ext en direction ouest seulement |
| Richmond                                               | Augusta                                                | 198,93              | 320,15              | 199                                                                      | SR 28 (en) (Washington Road) – Augusta | |
| Richmond                                               | Augusta                                                | 199,89              | 321,69              | 200                                                                      | SR 104 (en) (Riverwatch Parkway) – Augusta, Centre historique d'Augusta                                                                   | |
| Richmond                                               | Augusta                                                | 200,50              | 322,67              | Centre d'accueil des visiteurs de Géorgie (direction ouest seulement)    | Centre d'accueil des visiteurs de Géorgie (direction ouest seulement)                                                                     | Centre d'accueil des visiteurs de Géorgie (direction ouest seulement)                                                                                           |
| Richmond                                               | Augusta                                                | 201,21              | 323,82              |                                                                          | I-20 est – Columbia | Continue en Caroline du Sud |
| - Terminus de multiplex - Accès incomplet - Non-ouvert |                                                        |                     |                     |                                                                          | | |

### Caroline du Sud
| Interstate 20     |               |        |        |        |                                                                        | |
| Comté             | Municipalité  | mi     | km     | Sortie | Intersections / Destinations                                           | Notes |
| Aiken             | North Augusta | 0,00   | 0,00   |        | I-20 ouest – Atlanta                                                   | Continue en Géorgie |
| Aiken             | North Augusta | 1,20   | 1,90   | 1      | SC 230 (en) – North Augusta                                            | |
| Aiken             | North Augusta | 4,90   | 7,90   | 5      | US 25 / SC 121 (en) – Edgefield, Johnston                              | |
| Aiken             | North Augusta | 5,60   | 9,00   | 6      | I-520 ouest (Palmetto Parkway) – North Augusta, Augusta                | Terminus est de l'I-520 |
| Aiken             |               | 11,10  | 17,90  | 11     | Bettis Academy Road – Graniteville                                     | |
| Aiken             | Aiken         | 17,70  | 28,50  | 18     | SC 19 (en) – Aiken, Johnston, Edgefield                                | |
| Aiken             | Aiken         | 21,90  | 35,20  | 22     | US 1 – Aiken, Ridge Spring                                             | |
| Aiken             |               | 29,30  | 47,20  | 29     | Wire Road                                                              | |
| Aiken             |               | 32,40  | 52,10  | 33     | SC 39 (en) – Wagener, Monetta, Ridge Spring                            | |
| Lexington         |               | 38,70  | 62,30  | 39     | US 178 – Pelion, Batesburg-Leesville                                   | |
| Lexington         |               | 44,10  | 71,00  | 44     | Road 34 – Gilbert                                                      | |
| Lexington         |               | 50,80  | 81,80  | 51     | Longs Pond Road                                                        | |
| Lexington         | Lexington     | 54,80  | 88,20  | 55     | SC 6 (en) – Swansea, Pelion, Lexington                                 | Indiqué sortie 55A (est) et 55B (ouest) en direction ouest                                                                    |
| Lexington         | Lexington     | 57,50  | 92,50  | 58     | US 1 – Lexington, West Columbia                                        | |
| Lexington         | Lexington     | 61,10  | 98,30  | 61     | US 378 – West Columbia, Lexington                                      | |
| Richland          | Columbia      | 63,20  | 101,70 | 63     | Bush River Road                                                        | |
| Richland          | Columbia      | 64,00  | 103,00 | 64     | I-26 – Spartanburg, Columbia, Charleston                               | Indiqué sortie 64A (est) et 64B (ouest); sortie 107 de l'I-26                                                                 |
| Richland          | Columbia      | 65,00  | 104,60 | 65     | US 176 (Broad River Road)                                              | |
| Richland          | Columbia      | 68,20  | 109,80 | 68     | SC 215 (en) (Monticello Road) – Jenkinsville                           | |
| Richland          | Columbia      | 69,60  | 112,00 | 70     | US 321 (Fairfield Road) – Winnsboro                                    | |
| Richland          | Columbia      | 71,00  | 114,30 | 71     | US 21 (North Main Street)                                              | |
| Richland          | Columbia      | 72,10  | 116,00 | 72     | SC 555 (en) (Farrow Road)                                              | |
| Richland          | Columbia      | 72,70  | 117,00 | 73     | SC 277 (en) vers I-77 nord – Columbia, Charlotte                       | Pas d'accès à SC 277 nord depuis I-20 ouest; pas d'accès à I-20 est depuis SC 277 sud; indiqué sortie 73A (sud) et 73B (nord) |
| Richland          | Columbia      | 73,90  | 118,90 | 74     | US 1 (Two Notch Road)                                                  | |
| Richland          | Columbia      | 75,50  | 121,50 | 76     | I-77 / Alpine Road – Charleston, Charlotte                             | Indiqué sortie 76A (I-77) et 76B (Alpine Road) en direction ouest; sortie 16 de l'I-77                                        |
| Richland          |               | 79,80  | 128,40 | 80     | Clemson Road                                                           | |
| Richland          |               | 81,50  | 131,20 | 82     | Spears Creek Church Road – Pontiac                                     | |
| Kershaw           |               | 86,70  | 139,50 | 87     | White Pond Road – Elgin                                                | |
| Kershaw           | Lugoff        | 91,50  | 147,30 | 92     | US 601 – Lugoff, Camden, St. Matthews                                  | |
| Kershaw           | Camden        | 97,50  | 156,90 | 98     | US 521 – Camden, Sumter, Rembert                                       | |
| Kershaw           |               | 101,20 | 162,90 | 101    | Road 329                                                               | |
| Lee               |               | 107,50 | 173,00 | 108    | Jamestown Road – Manville                                              | |
| Lee               | Bishopville   | 115,80 | 186,40 | 116    | US 15 – Sumter, Bishopville                                            | |
| Lee               | Bishopville   | 119,70 | 192,60 | 120    | SC 341 (en) – Bishopville, Lynchburg, Elliott                          | |
| Lee               |               | 122,40 | 197,00 | 123    | Road 22 – Lamar                                                        | |
| Darlington        |               | 130,60 | 210,20 | 131    | US 401 vers SC 403 (en) – Timmonsville, Darlington, Hartsville, Sumter | |
| Darlington        |               | 137,00 | 220,50 | 137    | SC 340 (en) – Darlington, Timmonsville                                 | |
| Florence          | Florence      | 141,20 | 227,20 | 141    | I-95 – Fayetteville, Savannah I-20 BS est – Florence                   | Terminus est de l'I-20; indiqué sortie 141A (nord) et 141B (sud); sortie 160 de l'I-95;                                       |
| - Accès incomplet |               |        |        |        |                                                                        | |

## Autoroutes reliées

### Texas
- Interstate 820

### Louisiane
- Interstate 220

### Mississippi
- Interstate 220

### Géorgie et Caroline du Sud
- Interstate 520